# Toyota
Tập đoàn xe hơi Toyota (Nhật: トヨタ自動車株式会社 (豊田自動車株式会社) (Phong Điền Tự động xa Châu thức Hội xã) Hepburn: Toyota Jidōsha KK, tiếng Anh: Toyota Motor Corporation IPA: [toꜜjota], tiếng Anh: /tɔɪˈoʊtə/) là một nhà sản xuất ô tô đa quốc gia của Nhật Bản có trụ sở tại Toyota, Aichi, Nhật Bản. Trong năm 2017, cơ cấu doanh nghiệp của Toyota bao gồm 364.445 nhân viên trên toàn thế giới. Tính đến  tháng 9 năm 2018, đây là công ty lớn thứ sáu trên thế giới tính theo doanh thu. Tính đến năm 2017, Toyota là nhà sản xuất ô tô lớn nhất. Toyota là nhà sản xuất ô tô đầu tiên trên thế giới sản xuất hơn 10 triệu xe mỗi năm mà họ đã thực hiện kể từ năm 2012, khi đó họ cũng báo cáo việc sản xuất chiếc xe thứ 200 triệu của mình. Tính đến  tháng 7 năm 2014, Toyota là công ty niêm yết lớn nhất tại Nhật Bản theo vốn hóa thị trường (trị giá hơn gấp đôi so với SoftBank xếp thứ 2) và theo doanh thu.
Toyota là công ty dẫn đầu thị trường thế giới về doanh số bán xe điện hybrid và là một trong những công ty lớn nhất khuyến khích áp dụng thị trường xe hybrid trên toàn cầu. Toyota cũng là công ty dẫn đầu thị trường về xe chạy bằng pin nhiên liệu hydro. Doanh số toàn cầu tích lũy của các mẫu xe chở khách hybrid của Toyota và Lexus đạt mốc 10 triệu vào tháng 1/2017. Họ xe Prius của công ty là bảng tên xe lai bán chạy nhất thế giới với hơn 6 triệu xe đã được bán trên toàn thế giới tính đến tháng 1 năm 2017.
Công ty được thành lập bởi Toyoda Kiichiro vào năm 1937, như một công ty con của công ty Toyota Industries của cha mình để tạo ra ô tô. Ba năm trước, vào năm 1934, trong khi vẫn là một bộ phận của Toyota Industries, họ đã tạo ra sản phẩm đầu tiên của mình, Toyota Type A engine và chiếc xe chở khách đầu tiên vào năm 1936, Toyota AA. Tập đoàn ô tô Toyota sản xuất xe dưới năm thương hiệu, bao gồm thương hiệu Toyota, Hino, Lexus, Ranz và Daihatsu. Nó cũng nắm giữ 16,66% cổ phần của Subaru Corporation, 5,9% cổ phần của Isuzu, 5,5% cổ phần của Mazda, cũng như liên doanh với hai công ty ở Trung Quốc (GAC Toyota và Tứ Xuyên FAW Toyota Motor), một ở Ấn Độ (Toyota Kirloskar), một ở Cộng hòa Séc (TPCA), cùng với một số công ty "không phải ô tô". TMC là một phần của Tập đoàn Toyota, một trong những tập đoàn lớn nhất tại Nhật Bản.
Toyota được niêm yết trên thị trường chứng khoán Luân Đôn, Sở giao dịch chứng khoán New York và Sở giao dịch chứng khoán Tokyo.

## Hội đồng quản trị
- Chủ tịch: Akio Toyoda (từ tháng 4 năm 2023)
- Phó chủ tịch: Shigeru Hayakawa
- Chủ tịch & CEO: Koji Sato (từ tháng 4 năm 2023)
- Thành viên:
  - Takeshi Uchiyamada
  - James Kuffner
  - Kenta Kon
  - Masahiko Maeda
  - Ikuro Sugawara
  - Sir Philip Craven
  - Teiko Kudo

### Danh sách cựu chủ tịch
Vào năm 1950, Toyota đã được chia thành Toyota Motor Co. và Toyota Motor Sales Co. (công ty bán hàng của Toyota); hai công ty này đã sáp nhập vào năm 1982 để tạo ra một công ty thống nhất, với ông Eiji Toyoda, Tổng giám đốc Công ty Toyota Motor lúc đó, trở thành chủ tịch. Các chủ tịch được liệt kê dưới đây trước năm 1982 chỉ áp dụng cho Công ty Toyota Motor trước khi sáp nhập.
- Rizaburo Toyoda (1937–1948)
- Taizo Ishida (1948–1952)
- Shoichi Saito (1952–1959)
- Masaya Hanai (1959–1982)
- Eiji Toyoda (1982–1994)
- Shoichiro Toyoda (1994–1999)
- Hiroshi Okuda (1999–2006)[12]
- Fujio Cho (2006–2013)[13]
- Takeshi Uchiyamada (2013–2023)[14]

### Danh sách cựu tổng giám đốc
Tương tự với vị trí chủ tịch, vào năm 1982, ông Shoichiro Toyoda, tổng giám đốc Công ty Bán hàng Toyota Motor lúc đó, trở thành Tổng giám đốc. Các Tổng giám đốc trước năm 1982 được liệt kê dưới đây chỉ áp dụng cho Công ty Toyota Motor trước khi sáp nhập.
- Rizaburo Toyoda (1937–1941)
- Kiichiro Toyoda (1941–1950)
- Taizo Ishida (1950–1961)
- Fukio Nakagawa (1961–1967)
- Eiji Toyoda (1967–1982)
- Shoichiro Toyoda (1982[16]–1992)
- Tatsuro Toyoda (1992–1995)[17]
- Hiroshi Okuda (1995[18]–1999)
- Fujio Cho (1999–2005)[13]
- Katsuaki Watanabe (2005–2009)[19]
- Akio Toyoda (2009–2023)[14]

## Lịch sử

### Những năm 1920-1930

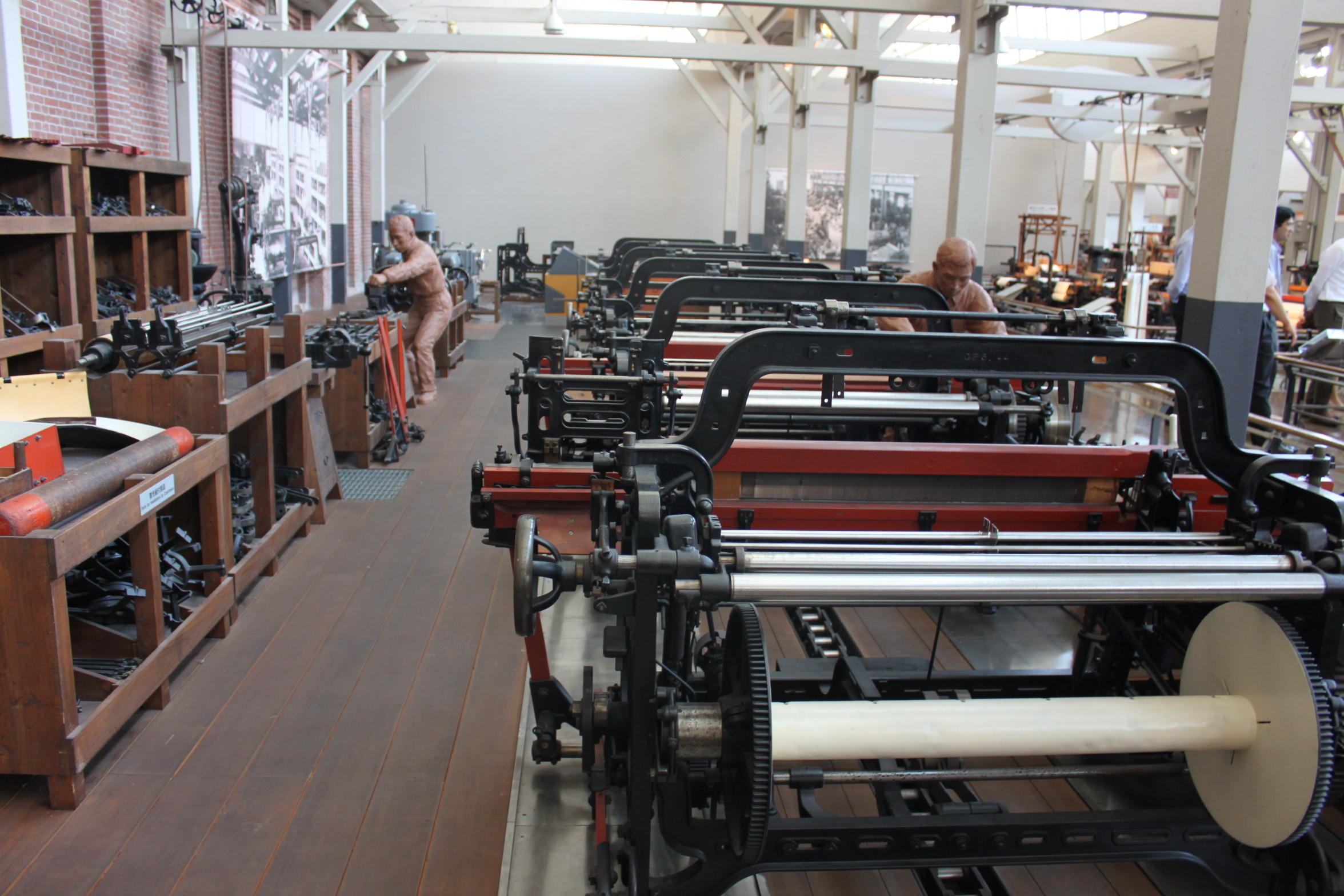
Cây cơ điện tự động Toyoda, trưng bày tại Bảo tàng Toyota ở Aichi-gun, Nhật Bản

Vào năm 1924, Sakichi Toyoda phát minh ra cây cơ điện tự động Toyoda Model G. Nguyên tắc jidoka, có nghĩa là máy dừng lại khi xảy ra sự cố, sau đó trở thành một phần của Hệ thống Sản xuất Toyota. Các cây cơ được xây dựng trên một dây chuyền sản xuất nhỏ. Vào năm 1929, bằng sáng chế cho cây cơ điện tự động đã được bán cho công ty Anh Platt Brothers, tạo ra vốn khởi đầu cho phát triển ô tô.
Dưới sự chỉ đạo của con trai người sáng lập, Kiichiro Toyoda, Toyoda Automatic Loom Works thành lập một Bộ phận Ô tô vào ngày 1 tháng 9 năm 1933 và chính thức tuyên bố ý định bắt đầu sản xuất ô tô vào ngày 29 tháng 1 năm 1934. Một nguyên mẫu động cơ Toyota Type A được hoàn thành vào ngày 25 tháng 9 năm 1934, với chiếc sedan nguyên mẫu đầu tiên của công ty, chiếc A1, hoàn thành vào tháng sau. Vì Kiichiro có ít kinh nghiệm về sản xuất ô tô, anh ban đầu tập trung vào sản xuất xe tải; chiếc xe tải đầu tiên của công ty, chiếc G1, hoàn thành vào ngày 25 tháng 8 năm 1935 và ra mắt vào ngày 21 tháng 11 tại Tokyo, trở thành mẫu xe sản xuất đầu tiên của công ty. Được mô phỏng theo một chiếc xe tải của Ford thời đó, chiếc G1 được bán với giá 2.900 Yên, rẻ hơn 200 Yên so với chiếc xe tải của Ford. Tổng cộng, đã sản xuất 379 chiếc xe tải G1.
Vào tháng 4 năm 1936, chiếc xe hơi hạng sang đầu tiên của Toyoda, Model AA, đã được hoàn thành. Giá bán là 3.350 Yên, rẻ hơn 400 Yên so với xe hơi của Ford hoặc GM. Nhà máy của công ty tại Kariya đã hoàn thành vào tháng 5. Vào tháng 7, công ty thực hiện đơn hàng xuất khẩu đầu tiên, gồm bốn chiếc xe tải G1 xuất khẩu đến miền đông bắc Trung Quốc. Vào ngày 19 tháng 9 năm 1936, chính phủ hoàng gia Nhật Bản chính thức chỉ định Toyoda Automatic Loom Works là nhà sản xuất ô tô.

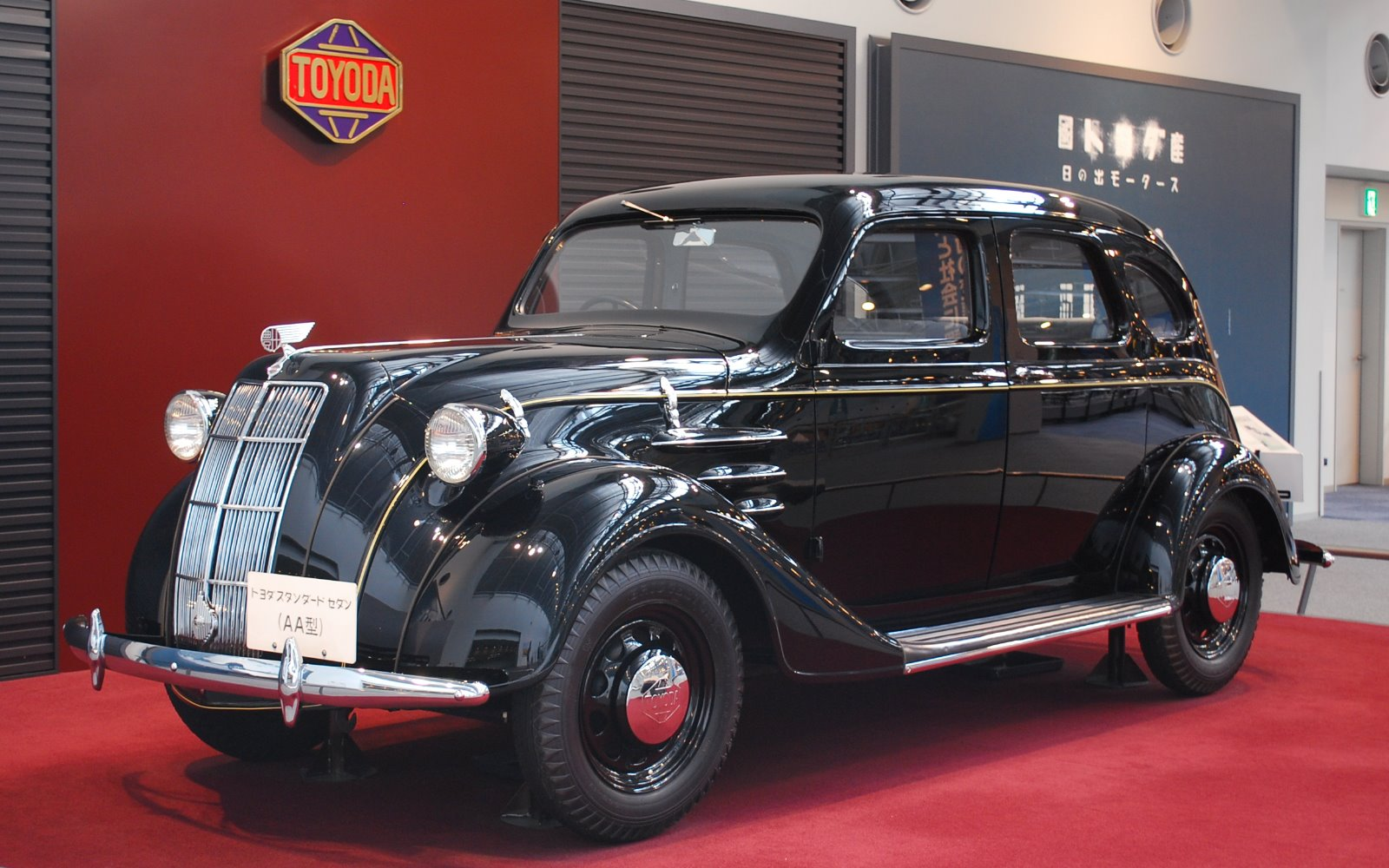
Toyota AA năm 1936, chiếc xe đầu tiên do công ty sản xuất khi vẫn còn là một bộ phận của Toyota Industries

Ban đầu, các phương tiện được bán dưới tên "Toyoda" (トヨダ), từ tên gia đình của người sáng lập công ty, Kiichirō Toyoda. Vào tháng 9 năm 1936, công ty tổ chức một cuộc thi công cộng để thiết kế một logo mới. Trong số 27.000 đề xuất, đề xuất chiến thắng là ba chữ cái katakana tiếng Nhật cho "Toyoda" trong một vòng tròn. Tuy nhiên, Rizaburo Toyoda, người đã kết hôn với gia đình và không sinh ra với tên đó, thích "Toyota" (トヨタ) vì viết bằng tám nét bút (một con số may mắn) trong tiếng Nhật, trực quan đơn giản hơn (bỏ đi dấu điệu ở cuối), và có một phụ âm voiceless thay vì âm có voice (phụ âm có âm thanh "mờ" hoặc "trơn" so với phụ âm không có voice, có âm thanh "rõ").
Vì toyoda có nghĩa là "ruộng lúa màu mỡ", việc thay đổi tên cũng ngăn chặn công ty bị liên kết với nông nghiệp cổ truyền. Từ mới này đã được đăng ký thương hiệu và công ty bắt đầu hoạt động kinh doanh vào ngày 28 tháng 8 năm 1937, với tên là Công ty Ô tô Toyota Ltd. Rizaburo Toyoda, em rể của Kiichiro Toyoda, được bổ nhiệm làm Chủ tịch công ty lần đầu tiên, còn Kiichiro làm Phó Chủ tịch. Toyoda Automatic Loom Works chính thức chuyển giao sản xuất ô tô cho thực thể mới vào ngày 29 tháng 9.
Chính phủ Nhật Bản đã hỗ trợ công ty bằng cách ngăn chặn các đối thủ nước ngoài như Ford và General Motors nhập khẩu ô tô vào Nhật Bản.
Khi bắt đầu Thế chiến II, Toyota gần như chỉ sản xuất xe tải tiêu chuẩn cho Quân đội Nhật Bản, mà trước tiên trả một phần năm giá trước và số tiền còn lại bằng tiền mặt khi giao hàng.

### Những năm 1940
Nhật Bản bị tàn phá nặng nề trong Thế chiến II, và các nhà máy của Toyota, được sử dụng cho nỗ lực chiến tranh, không thoát được tác động. Vào ngày 14 tháng 8 năm 1945, một ngày trước khi đầu hàng của Nhật Bản, Nhà máy Koromo của Toyota bị các lực lượng Đồng Minh đánh bom. Sau khi đầu hàng, các lực lượng đang chiếm đóng dẫn đầu bởi Mỹ đã cấm sản xuất ô tô hạng sang tại Nhật Bản. Tuy nhiên, các nhà sản xuất ô tô như Toyota được phép bắt đầu xây dựng xe tải để sử dụng dân dụng, nhằm tái thiết cơ sở hạ tầng của quốc gia. Quân đội Mỹ cũng đã ký hợp đồng với Toyota để sửa chữa các phương tiện của mình.
Vào năm 1947, xung đột Chiến tranh Lạnh toàn cầu nổi lên giữa Liên Xô Xô viết và Hoa Kỳ, hai quốc gia đã từng là đồng minh trong Thế chiến II. Ưu tiên của Hoa Kỳ đã thay đổi (sự "đảo chiều") từ việc trừng phạt và cải cách Nhật Bản sang đảm bảo sự ổn định chính trị nội bộ, tái xây dựng kinh tế và, một phần, quân sự hóa lại Nhật Bản. Dưới các chính sách mới này, vào năm 1949, các nhà sản xuất ô tô Nhật Bản được phép tiếp tục sản xuất ô tô hạng sang, nhưng đồng thời, một chương trình ổn định kinh tế mới để kiểm soát lạm phát đã khiến ngành công nghiệp ô tô gặp khó khăn nghiêm trọng về nguồn vốn, trong khi nhiều chủ xe tải không trả được khoản vay của họ. Cuối cùng, Ngân hàng Nhật Bản, ngân hàng trung ương của quốc gia, đã cứu công ty, với yêu cầu công ty thực hiện các cải cách.

### Những năm 1950
Khi bước vào những năm 1950, Toyota đã vượt qua khủng hoảng tài chính và trở thành một công ty nhỏ hơn, đóng cửa các nhà máy và sa thải công nhân. Cùng lúc đó, Chiến tranh Triều Tiên bùng phát, và vì nằm gần tuyến chiến trường, Quân đội Mỹ đã đặt hàng 1.000 xe tải từ Toyota. Đơn đặt hàng này đã giúp cải thiện nhanh chóng hiệu suất kinh doanh của công ty đang gặp khó khăn. Năm 1950, các nhà điều hành công ty, bao gồm người họ hàng của Kiichiro là Eiji Toyoda, đã đi du lịch đến Hoa Kỳ để được đào tạo tại Công ty Ford và quan sát hoạt động của hàng chục nhà sản xuất Mỹ. Kiến thức họ thu được trong chuyến đi, cùng với những gì công ty đã học được từ việc sản xuất máy dệt, đã tạo nên The Toyota Way (một triết lý quản lý) và Hệ thống Sản xuất Toyota (một phương pháp sản xuất siêu hiệu quả) đã biến công ty trở thành một người lãnh đạo trong ngành công nghiệp sản xuất.
Toyota bắt đầu phát triển chiếc xe hơi hạng sang đầu tiên của mình, Toyopet Crown, vào tháng 1 năm 1952. Trước đó, Toyota đã thuê ngoài thiết kế và chế tạo thân xe ô tô, sau đó gắn lên khung xe tải do Toyota sản xuất. Dự án này là một thử thách lớn đối với Toyota, công ty sẽ cần xây dựng thân xe và phát triển một khung xe mới phải thoải mái, nhưng vẫn chịu được những con đường bùn lầy, chậm chạp và không được lát nhựa phổ biến ở Nhật Bản vào thời điểm đó. Dự án này đã được nhà sáng lập Kiichiro Toyoda ủng hộ trong nhiều năm, nhưng ông đã tử nạn bất ngờ vào ngày 27 tháng 3 năm 1952. Các mẫu nguyên mẫu đầu tiên được hoàn thành vào tháng 6 năm 1953 và bắt đầu kiểm tra kỹ lưỡng, trước khi Crown được bán ra thị trường vào tháng 8 năm 1955. Xe được đánh giá tích cực trên toàn thế giới.
Sau khi giới thiệu Crown, Toyota bắt đầu mở rộng mạnh mẽ vào thị trường xuất khẩu. Toyota bắt đầu gửi các bộ phận gắn ráp của mẫu xe Land Cruiser tới các nước Latinh vào tháng 11 năm 1955, gửi các Land Cruiser hoàn chỉnh tới Miến Điện (nay là Myanmar) và Philippines vào năm 1956 như là một phần của sự bồi thường chiến tranh từ chính phủ Nhật Bản, thành lập một chi nhánh tại Thái Lan vào tháng 6 năm 1957, và gửi các Land Cruiser tới Úc vào tháng 8 năm 1957. Toyota thành lập một nhà máy sản xuất tại Brasil vào năm 1958, đây là nhà máy đầu tiên của công ty ngoài Nhật Bản.
Toyota gia nhập thị trường Hoa Kỳ vào tháng 7 năm 1958, cố gắng bán mẫu xe Toyopet Crown. Công ty gặp vấn đề gần như ngay lập tức, Crown không được người tiêu dùng Hoa Kỳ đón nhận vì giá cao và công suất yếu (do thiết kế cho đường xá xấu của Nhật Bản, không phải hiệu suất cao). Nhằm đáp ứng, xuất khẩu Crown tới Hoa Kỳ đã bị đình chỉ vào tháng 12 năm 1960.
Sau cái chết của Kiichiro, người họ hàng Eiji Toyoda đã lãnh đạo công ty trong hai thập kỷ. Eiji đã giúp thành lập nhà máy đầu tiên của công ty độc lập so với nhà máy Loom Works.

### Những năm 1960–1970

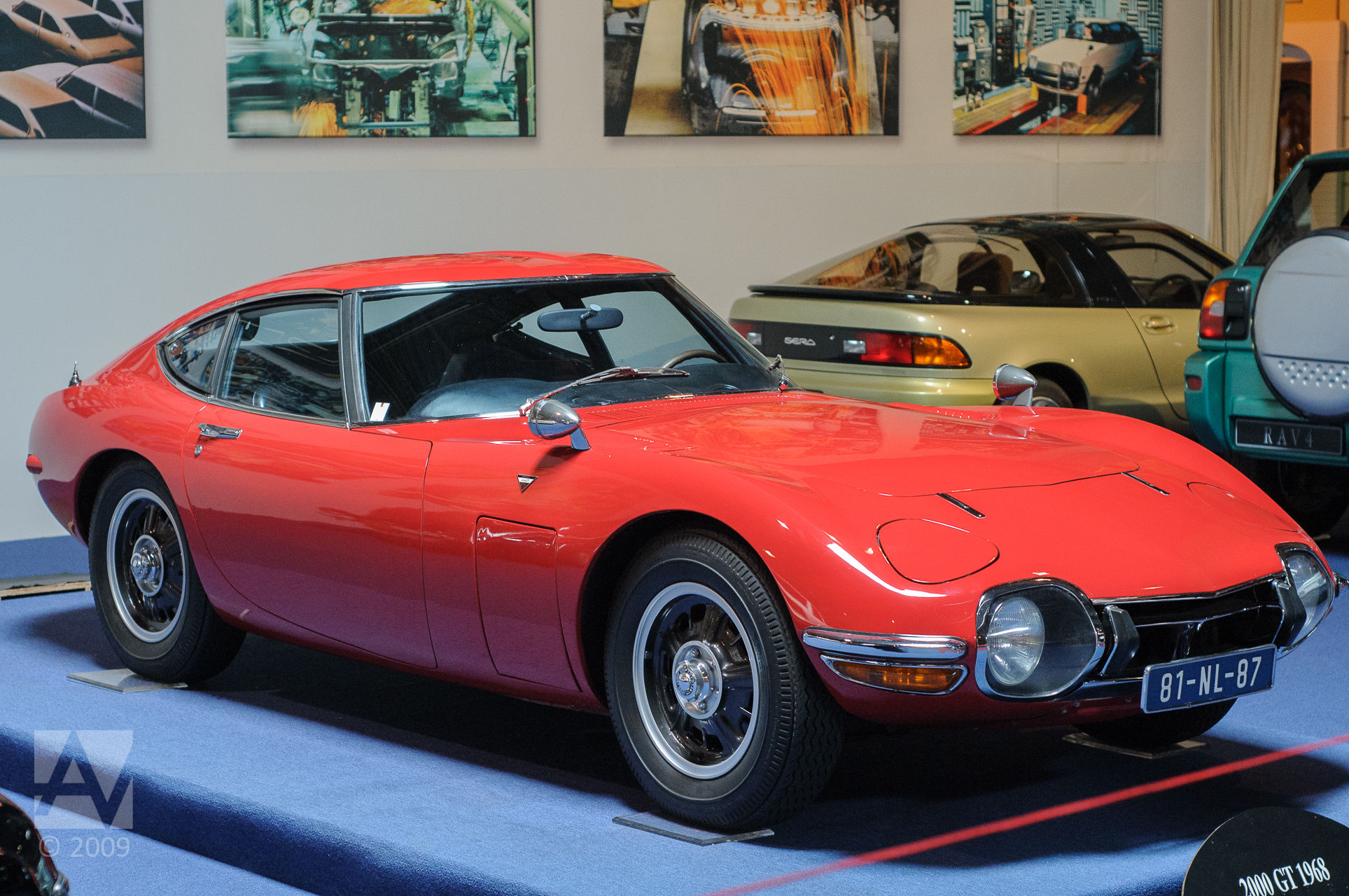
Toyota 2000GT (1967–1969)

Vào đầu những năm 1960, nền kinh tế Nhật Bản phát triển mạnh mẽ, một giai đoạn được biết đến với tên gọi là Kỳ tích kinh tế Nhật Bản. Khi nền kinh tế phát triển, thu nhập của người dân tăng lên, họ có khả năng mua được xe hơi. Đồng thời, chính phủ Nhật Bản đầu tư mạnh vào cải thiện hạ tầng giao thông đường bộ. Để tận dụng cơ hội này, Toyota và các nhà sản xuất ô tô khác bắt đầu cung cấp những chiếc ô tô kinh tế giá rẻ như Toyota Corolla, trở thành mẫu ô tô bán chạy nhất trên toàn thế giới.
Toyota cũng thành công tại Hoa Kỳ vào năm 1965 với mẫu xe nhỏ Toyota Corona, được thiết kế lại đặc biệt cho thị trường Mỹ với động cơ mạnh mẽ hơn. Corona giúp tăng doanh số bán hàng của Toyota tại Mỹ lên hơn 20.000 đơn vị vào năm 1966 (tăng gấp ba lần) và giúp công ty trở thành thương hiệu nhập khẩu bán chạy thứ ba tại Hoa Kỳ vào năm 1967. Đầu tư sản xuất đầu tiên của Toyota tại Hoa Kỳ diễn ra vào năm 1972 khi công ty ký kết thỏa thuận với Atlas Fabricators để sản xuất thùng xe tải tại Long Beach, nhằm tránh 25% "chicken tax" đối với xe tải nhẹ nhập khẩu. Bằng cách nhập khẩu xe tải dưới dạng chassis cab (xe tải không có thùng), phương tiện chỉ phải chịu mức thuế 4%. Sau khi nhập khẩu vào Hoa Kỳ, Atlas sẽ sản xuất thùng xe tải và gắn chúng vào xe tải. Mối hợp tác này thành công và hai năm sau đó, Toyota mua lại Atlas.
Kỳ tích năng lượng của thập kỷ 1970 là một điểm khởi đầu quan trọng trong ngành công nghiệp ô tô tại Hoa Kỳ. Trước khủng hoảng, xe lớn và nặng với động cơ mạnh mẽ nhưng không hiệu quả đã trở nên phổ biến. Nhưng sau đó, người tiêu dùng bắt đầu đòi hỏi những chiếc xe nhỏ chất lượng cao và tiết kiệm nhiên liệu. Các nhà sản xuất ô tô trong nước, đang gặp khó khăn trong thời kỳ suy thoái, đã gặp khó khăn trong việc sản xuất những chiếc xe này có lợi nhuận, trong khi các nhà sản xuất ô tô nước ngoài như Toyota lại có vị thế tốt. Điều này, cùng với sự gia tăng của ý kiến chống Nhật Bản, đã thúc đẩy Quốc hội Hoa Kỳ xem xét các hạn chế nhập khẩu để bảo vệ ngành ô tô trong nước.
Những năm 1960 cũng chứng kiến sự mở nhẹ của thị trường ô tô Nhật Bản đối với các công ty nước ngoài. Nhằm tăng cường ngành công nghiệp ô tô của Nhật Bản trước khi thị trường mở cửa, Toyota mua cổ phần trong các nhà sản xuất ô tô Nhật Bản khác. Điều đó bao gồm việc mua cổ phần trong Hino Motors, một nhà sản xuất xe tải thương mại lớn, xe buýt và động cơ diesel, cùng với cổ phần 16,8% trong Daihatsu, một nhà sản xuất xe kei car, loại xe hơi nhỏ nhất phù hợp với quy định đường bộ của Nhật Bản. Đó là sự khởi đầu của mối quan hệ hợp tác lâu dài giữa Toyota và hai công ty này. Như một phần của sự hợp tác, Daihatsu sẽ cung cấp xe kei car để Toyota bán và đôi khi Toyota cung cấp xe toàn kích cỡ để Daihatsu bán (quá trình được gọi là rebadging), cho phép cả hai công ty có thể bán toàn bộ dòng sản phẩm.

### Những năm 1980

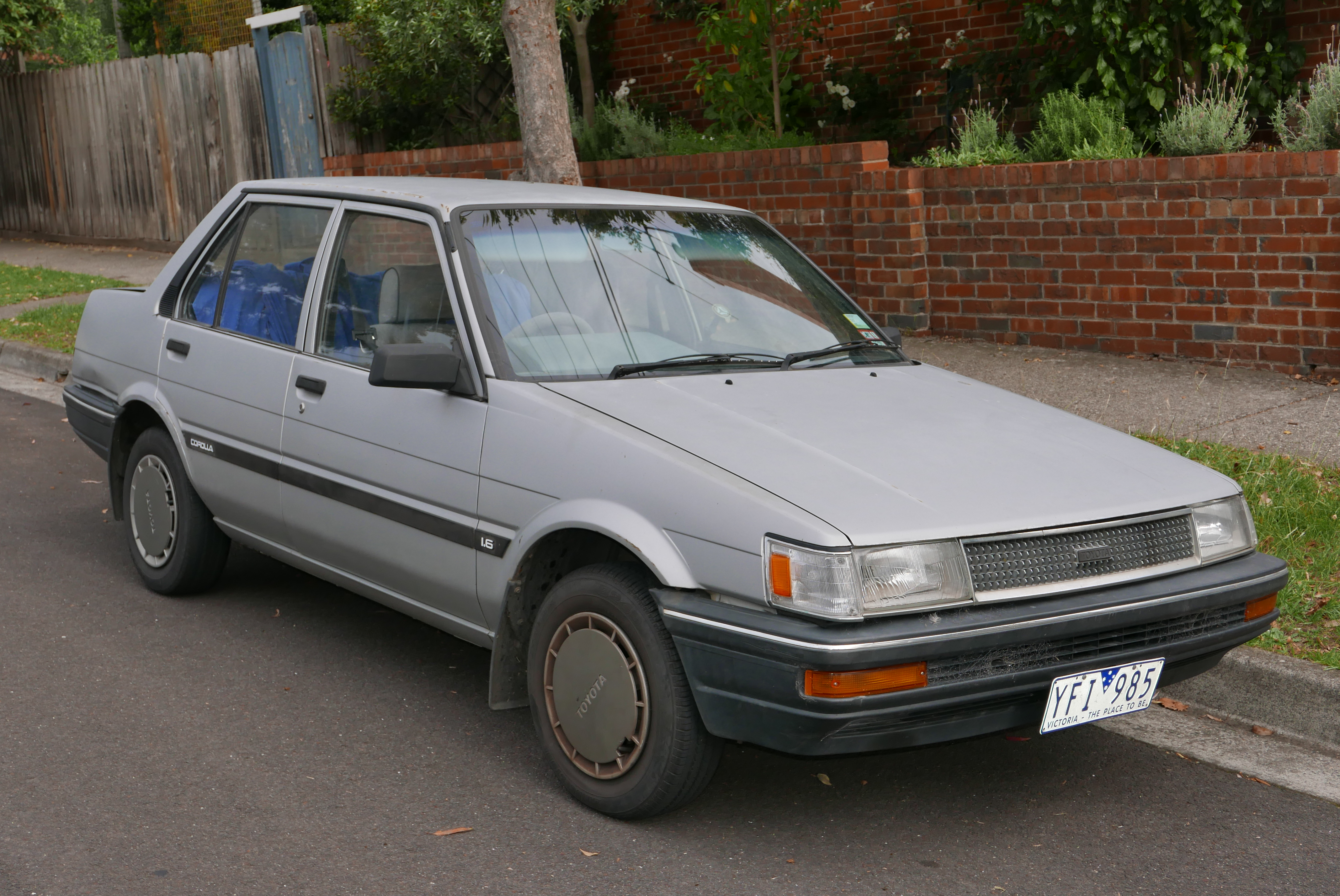
Vào những năm 1980, Toyota Corolla trở thành một trong những mẫu xe phổ biến nhất trên thế giới và trở thành xe hơi bán chạy nhất mọi thời đại.

Sau những thành công của thập kỷ 1970 và những đe dọa về hạn chế nhập khẩu, Toyota đã tiến hành đầu tư bổ sung vào thị trường Bắc Mỹ vào những năm 1980. Năm 1981, Nhật Bản đồng ý áp dụng hạn chế xuất khẩu tự nguyện, giới hạn số lượng xe họ sẽ gửi đến Hoa Kỳ hàng năm, dẫn đến việc Toyota thành lập nhà máy lắp ráp tại Bắc Mỹ. Chính phủ Hoa Kỳ cũng đã đóng cửa mánh lới cho phép Toyota trả thuế thấp hơn bằng cách sản xuất thùng xe tại Mỹ.
Cũng vào năm 1981, Eiji Toyoda từ chức Tổng giám đốc và đảm nhận chức vị Chủ tịch. Ông được kế nhiệm vị trí Tổng giám đốc bởi Shoichiro Toyoda, con trai của người sáng lập công ty. Trong vòng vài tháng, Shoichiro bắt đầu sáp nhập các tổ chức bán hàng và sản xuất của Toyota, và năm 1982, hai công ty kết hợp trở thành Tập đoàn Toyota. Hai nhóm được miêu tả như "dầu và nước" và Shoichiro mất nhiều năm để thành công trong việc kết hợp chúng thành một tổ chức.
Nỗ lực mở nhà máy lắp ráp Toyota tại Hoa Kỳ bắt đầu vào năm 1980, khi công ty đề xuất hợp tác với Ford Motor Company. Tuy nhiên, cuộc đàm phán đã đổ vỡ vào tháng 7 năm 1981. Cuối cùng vào năm 1984, công ty ký kết thỏa thuận với General Motors (GM) để thành lập một nhà máy chế tạo xe gọi là NUMMI (New United Motor Manufacturing, Inc.) tại Fremont, California. GM xem dự án chung là cách để tiếp cận một mẫu xe nhỏ chất lượng và có cơ hội tìm hiểu về The Toyota Way và Toyota Production System. Đối với Toyota, nhà máy này mang lại cho công ty cơ sở sản xuất đầu tiên tại Bắc Mỹ, cho phép tránh các thuế trên xe nhập khẩu trong tương lai, và xem GM là một đối tác có thể chỉ cho họ cách điều hành trong môi trường lao động Mỹ. Nhà máy sẽ được lãnh đạo bởi Tatsuro Toyoda, em trai của Chủ tịch công ty Shoichiro Toyoda. Chiếc Toyota đầu tiên được lắp ráp tại Mỹ, một chiếc Corolla màu trắng, lăn bánh từ dây chuyền sản xuất của NUMMI vào ngày 7 tháng 10 năm 1986.
Toyota nhận được Giải thưởng Kiểm soát Chất lượng Đầu tiên của Nhật Bản vào đầu những năm 1980 và bắt đầu tham gia vào nhiều loại hình đua xe. Toyota kiên nhẫn duy trì thiết kế hệ dẫn động cầu sau (rear-wheel-drive) lâu hơn hầu hết các hãng khác; trong khi đứng đầu về tổng sản xuất, nhưng chỉ xếp thứ ba trong sản xuất xe hơi hướng đầu (front-wheel-drive) vào năm 1983, sau Nissan và Honda. Một phần là do điều này, mẫu Nissan Sunny đã vượt qua Corolla về số lượng sản xuất trong năm đó.

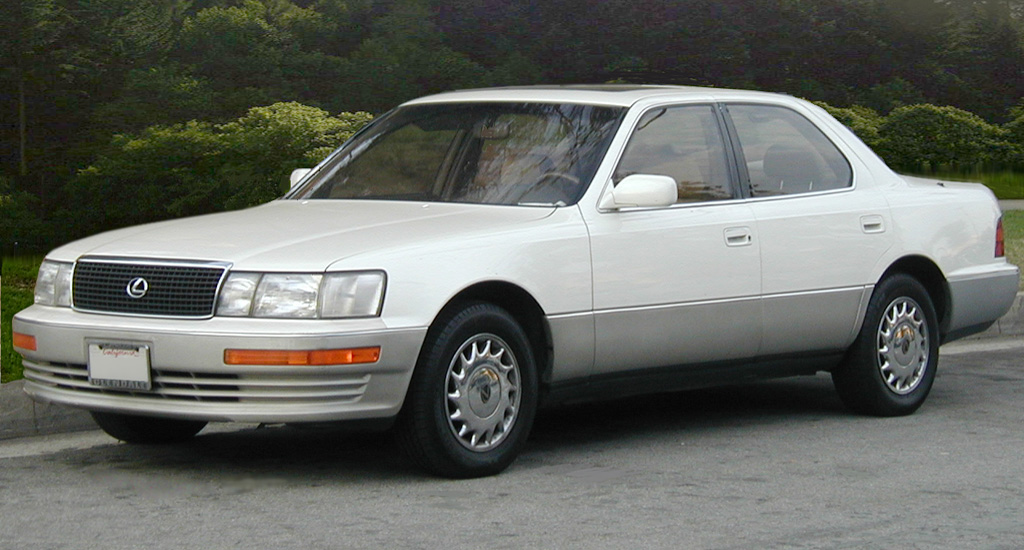
Lexus LS 400 ra mắt vào tháng 5 năm 1989 và được coi là có trách nhiệm chủ yếu cho việc ra mắt thành công của Lexus.

Trước khi thập kỷ kết thúc, Toyota giới thiệu Lexus, một thương hiệu mới được thành lập để tiếp thị và phục vụ các dòng xe sang trọng trên thị trường quốc tế. Trước khi ra mắt Lexus, hai mẫu xe đại diện hiện tại của Toyota, Toyota Crown và Toyota Century, chỉ phục vụ thị trường Nhật Bản và không có sức hấp dẫn toàn cầu để cạnh tranh với các thương hiệu sang trọng quốc tế như Mercedes-Benz, BMW và Jaguar. Công ty đã phát triển thương hiệu và các mẫu xe này bí mật từ tháng 8 năm 1983, với chi phí hơn 1 tỷ USD. Mẫu sedan sang trọng cỡ lớn LS 400 ra mắt vào năm 1989 với doanh số mạnh mẽ và đóng góp lớn cho sự thành công của thương hiệu Lexus.

### Những năm 1990

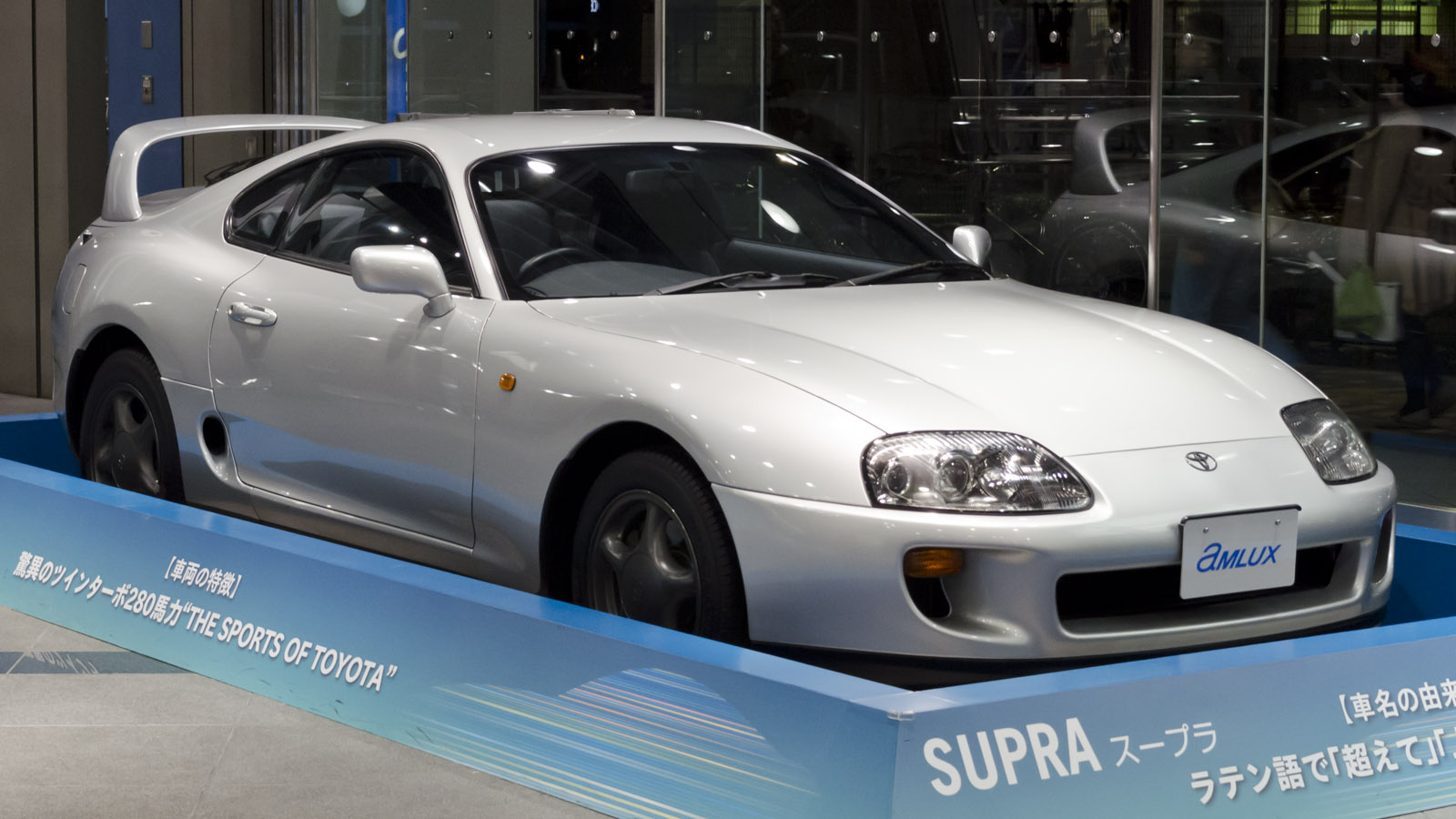
Toyota Supra (JZA80) là một trong những mẫu xe thể thao Nhật Bản được công nhận nhiều nhất.

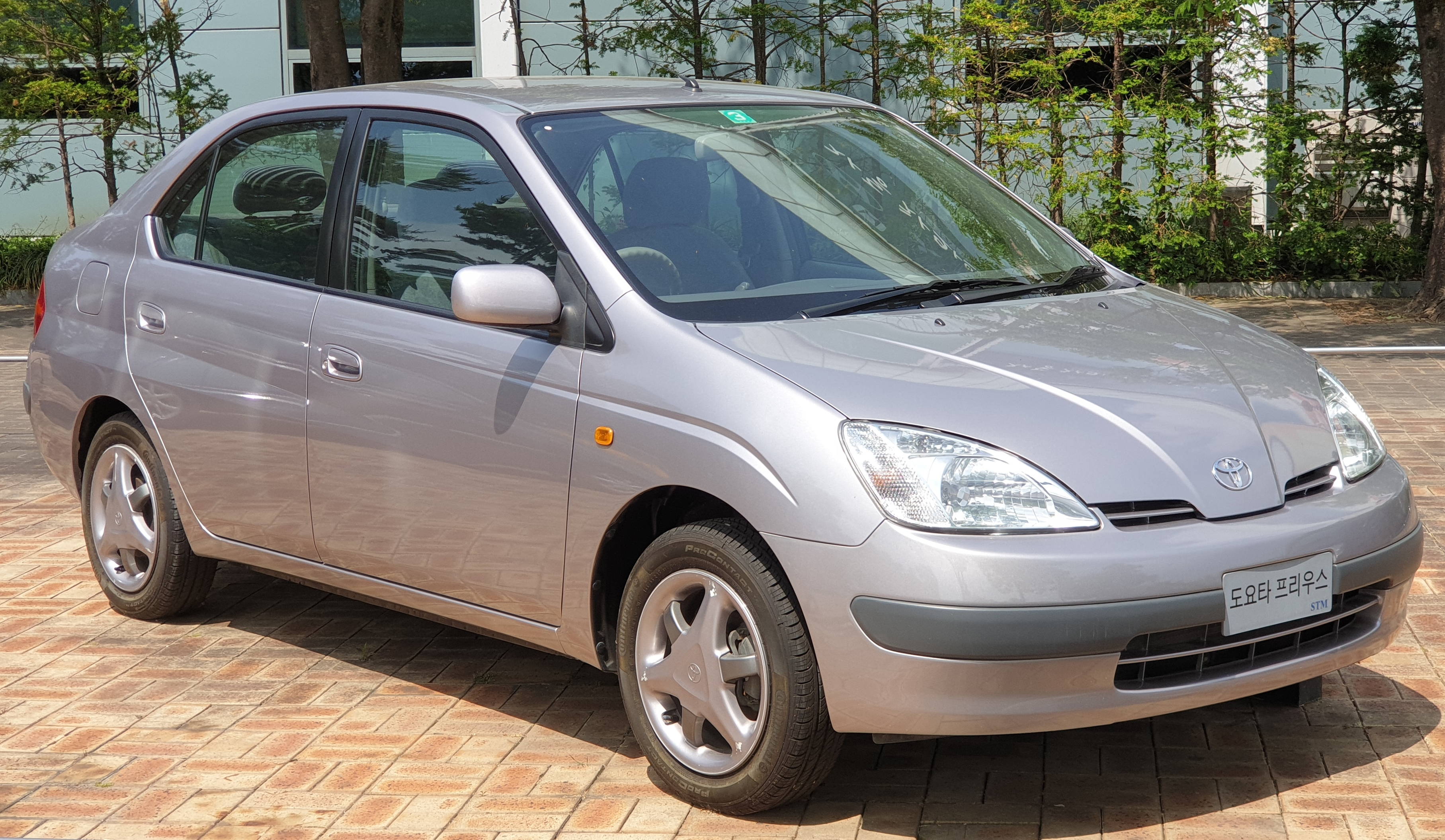
Toyota Prius, thế hệ đầu tiên (NHW10 1997–2000)

Vào thập kỷ 1990, Toyota bắt đầu mở rộng sản xuất các dòng xe lớn hơn và sang trọng hơn, bao gồm một chiếc xe bán tải cỡ lớn, Toyota T100 (và sau đó là Tundra), một số dòng xe SUV, phiên bản thể thao của Toyota Camry, được biết đến với tên gọi Camry Solara. Họ cũng sẽ ra mắt các phiên bản mới của các mẫu xe thể thao của họ, đặc biệt là MR2, Celica và Supra trong thời kỳ này.
Vào tháng 12 năm 1997, Toyota giới thiệu mẫu xe hybrid xăng-điện đầu tiên trong quy mô lớn, Toyota Prius thế hệ đầu tiên. Trong hai năm đầu, mẫu xe này chỉ được sản xuất độc quyền cho thị trường Nhật Bản.
Với sự hiện diện mạnh mẽ tại châu Âu, nhờ thành công của Toyota Team Europe trong đua xe, công ty quyết định thành lập Toyota Motor Europe Marketing and Engineering, TMME, để giúp tiếp thị xe hơi trên lục địa này. Hai năm sau đó, Toyota thành lập một cơ sở ở Vương quốc Anh, TMUK, vì các dòng xe của công ty đã trở nên rất phổ biến trong cộng đồng lái xe Anh. Các cơ sở ở Indiana, Virginia và Tianjin cũng được thành lập.
Trong giai đoạn này, Toyota cũng tăng sở hữu của mình trong Daihatsu. Năm 1995, Toyota tăng tỷ lệ sở hữu trong công ty này lên 33,4%, cho phép Toyota có quyền phủ quyết các nghị quyết của cổ đông tại hội nghị thường niên. Năm 1998, Toyota tăng tỷ lệ sở hữu lên 51,2%, trở thành cổ đông chi phối.
Vào ngày 29 tháng 9 năm 1999, công ty quyết định niêm yết trên Sàn giao dịch chứng khoán New York và London Stock Exchange (thiết bị định vị ô tô).
Phần sau của thập kỷ 1990 cũng chứng kiến sự rút lui của hai anh em Toyoda khỏi công ty do cha của họ thành lập. Năm 1992, Shoichiro Toyoda rời chức vụ chủ tịch, nhường chỗ cho anh trai Tatsuro trở thành tổng giám đốc, chức vụ mà ông giữ cho đến khi nghỉ hưu vào năm 1995. Shoichiro rút lui khỏi chức vụ chủ tịch vào năm 1999. Cả hai vẫn giữ vai trò cố vấn danh dự trong công ty. Hiroshi Okuda đã dẫn dắt công ty làm tổng giám đốc từ năm 1995 đến 1999 khi ông trở thành chủ tịch và chức vụ Tổng giám đốc được điền bởi Fujio Cho.

### Những năm 2000
Tháng 8 năm 2000, việc xuất khẩu Prius bắt đầu. Năm 2001, Toyota mua lại đối tác lâu năm của mình, nhà sản xuất xe tải và xe bus Hino Motors. Năm 2002, Toyota tham gia cuộc đua Formula One và thành lập liên doanh sản xuất ở Pháp với các hãng ô tô Pháp Citroën và Peugeot. Một thương hiệu dành cho giới trẻ ở Bắc Mỹ, Scion, được giới thiệu vào năm 2003. Toyota đứng thứ tám trong danh sách các công ty hàng đầu thế giới của tạp chí Forbes năm 2005. Năm 2005, Fujio Cho chuyển sang chức vụ chủ tịch của Toyota và được thay thế bởi Katsuaki Watanabe làm tổng giám đốc.
Năm 2007, Toyota ra mắt phiên bản cập nhật của chiếc xe tải cỡ lớn của họ, Tundra, được sản xuất tại hai nhà máy tại Mỹ, một ở Texas và một ở Indiana. Motor Trend đã bình chọn Toyota Camry 2007 là "Xe của năm" năm 2007. Toyota cũng bắt đầu xây dựng hai nhà máy mới, một ở Woodstock, Ontario, Canada và một ở Blue Springs, Mississippi, Hoa Kỳ.
Toyota đã trở thành công ty ô tô bán chạy nhất trên toàn cầu trong quý đầu tiên năm 2008.
Toyota đã chịu ảnh hưởng của khủng hoảng tài chính toàn cầu năm 2008 khi buộc phải dự báo lỗ hàng năm đầu tiên trong 70 năm vào tháng 12 năm 2008. Tháng 1 năm 2009, công ty thông báo đóng cửa tất cả các nhà máy tại Nhật Bản trong 11 ngày để giảm sản lượng và số lượng xe tồn kho chưa bán.
Tháng 10 năm 2009, Toyota thông báo họ đang thành lập một văn phòng ở Hàn Quốc và ra mắt các mẫu xe Camry sedan, Camry hybrid, Prius và RAV4 trong sự kiện ra mắt tại khách sạn Grand Hyatt Seoul.
Từ năm 2009 đến 2011, Toyota đã tiến hành các cuộc triệu hồi hàng triệu xe sau khi có báo cáo rằng một số tài xế đã gặp sự cố tăng tốc bất ngờ. Các cuộc triệu hồi nhằm ngăn chặn tấm lót sàn bên trước của tài xế phía trước trượt vào khoang bàn đạp chân, gây kẹt các bàn đạp và sửa chữa khả năng gắn kết cơ khí của bàn đạp ga. Ít nhất 37 người đã thiệt mạng trong các vụ tai nạn có liên quan đến tăng tốc bất ngờ, khoảng 9 triệu xe ô tô đã được triệu hồi, Toyota đã bị kiện vì thương tích cá nhân và tử vong không đúng quy định, trả 1 tỷ USD để giải quyết một vụ kiện tập thể để bồi thường cho chủ sở hữu doanh thu bán lại bị mất, và trả 1,2 tỷ USD tiền phạt hình sự cho chính phủ Hoa Kỳ vì cáo buộc rằng công ty đã giấu thông tin về các lỗi an toàn và đã đưa ra những phát ngôn sai lầm để bảo vệ hình ảnh thương hiệu.
Trong bối cảnh scandal tăng tốc bất ngờ, Katsuaki Watanabe từ chức làm tổng giám đốc công ty. Ông được thay thế bởi Akio Toyoda, cháu trai của người sáng lập công ty Kiichiro Toyoda, vào ngày 23 tháng 6 năm 2009. Akio đã làm việc tại Toyota từ năm 1984, đảm nhiệm các công việc trong sản xuất, tiếp thị và phát triển sản phẩm, và trở thành thành viên trong hội đồng quản trị vào năm 2000. Việc bổ nhiệm Akio bởi hội đồng đánh dấu sự trở lại của một thành viên trong gia đình Toyoda vào vị trí lãnh đạo cao nhất lần đầu tiên kể từ năm 1999.

### Những năm 2010
Năm 2011, Toyota cùng với một phần lớn ngành công nghiệp ô tô Nhật Bản đã chịu ảnh hưởng từ một loạt thiên tai. Động đất và sóng thần Tōhoku năm 2011 đã gây ra sự gián đoạn nghiêm trọng trong nguồn cung cấp và sụt giảm sản xuất và xuất khẩu. Lũ lụt nghiêm trọng trong mùa mưa năm 2011 ở Thái Lan đã ảnh hưởng đến các nhà sản xuất ô tô Nhật Bản đã chọn Thái Lan làm cơ sở sản xuất. Toyota được ước tính đã mất sản xuất 150.000 xe do sóng thần và 240.000 xe do lũ lụt.
Vào ngày 10 tháng 2 năm 2014, công ty thông báo rằng Toyota sẽ ngừng sản xuất xe và động cơ tại Úc vào cuối năm 2017. Quyết định này được đưa ra dựa trên đồng ý không thuận lợi của đồng Úc làm xuất khẩu không khả thi, chi phí cao của sản xuất địa phương và sự cạnh tranh cao trong một thị trường địa phương tương đối nhỏ. Công ty dự định tập trung các chức năng doanh nghiệp tại Melbourne vào cuối năm 2017 và duy trì nhà máy Altona để phục vụ các chức năng khác. Dự kiến số lượng nhân viên sẽ giảm từ 3.900 xuống còn 1.300. Cả Công ty Ford và General Motors (Holden) cũng làm theo, kết thúc việc sản xuất ô tô tại Úc vào năm 2016 và 2017 lần lượt.
Trong nửa đầu năm 2014, Toyota vừa qua đã giành vị trí dẫn đầu về doanh số bán hàng toàn cầu, bán được 5,1 triệu xe trong sáu tháng kết thúc vào ngày 30 tháng 6 năm 2014, tăng 3,8% so với cùng kỳ năm trước. Tập đoàn Volkswagen, bán được 5,07 triệu xe, đã gần kề phía sau.
Tháng 8 năm 2014, Toyota thông báo rằng họ sẽ cắt giảm giá linh kiện thay thế tại Trung Quốc lên đến 35%. Công ty thừa nhận rằng động thái này là phản ứng trước một cuộc điều tra đã được dự báo trước đó trong tháng của Ủy ban Phát triển và Cải cách Quốc gia của Trung Quốc về chính sách linh kiện thay thế Lexus của Toyota, như là một phần của cuộc điều tra toàn ngành về những mức giá cao đáng kể mà các nhà sản xuất ô tô đang tính phí cho linh kiện thay thế và dịch vụ sau bán hàng.
Vào tháng 11 năm 2015, công ty thông báo rằng họ sẽ đầu tư 1 tỷ USD trong 5 năm tới cho nghiên cứu trí tuệ nhân tạo và robot. Năm 2016, Toyota đầu tư vào Uber. Năm 2020, một báo cáo về quản trị doanh nghiệp cho thấy Toyota sở hữu 10,25 triệu cổ phiếu của Uber, được định giá khoảng 292,46 triệu USD tính đến ngày 30 tháng 3 năm 2020. Theo Reuters, đây là khoảng 0,6% số cổ phiếu còn lại của Uber.
Tháng 3 năm 2016, Toyota hợp tác với Yanmar để tạo ra một chiếc thuyền nhỏ bằng sợi thủy tinh sử dụng động cơ diesel biển ngoài Yanmar hoặc động cơ trong Toyota.
Tháng 8 năm 2016, công ty mua lại tất cả tài sản còn lại của Daihatsu, biến nhà sản xuất xe nhỏ thành một công ty con trực thuộc của Toyota.
Ngày 27 tháng 8 năm 2018, Toyota thông báo đầu tư 500 triệu USD vào các xe tự hành của Uber.
Tháng 10 năm 2019, Toyota ủng hộ đề xuất của Chính quyền Trump rằng quyền hạn của chính phủ liên bang nên áp đặt lên khả năng của California để đặt các tiêu chuẩn khí thải riêng cho ô tô. Đề xuất này sẽ giảm tiêu thụ nhiên liệu của California vào năm 2025 từ khoảng 54,5 xuống còn 37 dặm một gallon. Sự chuyển đổi này của Toyota xa khỏi hiệu suất nhiên liệu đã làm tổn hại đến danh tiếng của công ty là một thương hiệu "xanh".

### Những năm 2020
Vào năm 2020, Toyota đã tái chiếm vị trí là nhà sản xuất ô tô lớn nhất trên thế giới, vượt qua Volkswagen. Dù doanh số bán hàng giảm 11,3% do ảnh hưởng của đại dịch COVID-19, Toyota vẫn bán được 9,528 triệu xe trên toàn cầu. Điều này bao gồm cả các công ty con như Daihatsu và Hino Motors.
Vào ngày 2 tháng 4 năm 2020, BYD và Toyota thông báo thành lập một liên doanh mới giữa hai công ty có tên BYD Toyota EV Technology Co., Ltd., với mục tiêu "phát triển các xe điện dùng pin (Battery Electric Vehicles) hấp dẫn khách hàng."
Vào tháng 3 năm 2021, Toyota, công ty con Hino và Isuzu thông báo về việc tạo ra một liên doanh chiến lược giữa ba công ty. Toyota sẽ mua 4,6% cổ phần của Isuzu trong khi Isuzu lên kế hoạch mua cổ phần của Toyota với giá trị tương đương. Ba công ty cho biết họ sẽ thành lập một liên doanh mới vào tháng 4 có tên là Công ty Công nghệ Đối tác Thương mại Nhật Bản với mục tiêu phát triển các xe tải nhẹ chạy bằng nhiên liệu cell pin và điện. Toyota sẽ sở hữu 80% cổ phần trong liên doanh, trong khi Hino và Isuzu sẽ sở hữu mỗi công ty 10%.
Vào tháng 4 năm 2021, Toyota thông báo rằng họ sẽ mua đơn vị công nghệ tự lái của Lyft với giá 550 triệu USD và hợp nhất nó với đơn vị tự động hóa mới được tạo ra của họ, Woven Planet Holdings.
Vào tháng 6 năm 2021, công ty bảo vệ việc quyên góp tiền cho các nhà lập pháp Cộng hòa của Hoa Kỳ sau khi họ bỏ phiếu chống chứng nhận kết quả của cuộc bầu cử tổng thống 2020, cho rằng họ không tin rằng "đánh giá các thành viên của Quốc hội" vì chỉ một phiếu đó. Một báo cáo của Axios cho biết Toyota là nhà tài trợ hàng đầu cho những người phản đối cuộc bầu cử 2020, với khoảng cách đáng kể. Tuy nhiên, công ty đã thay đổi quan điểm vào tháng 7 năm 2021 và ngừng quyên góp cho những người phản đối cuộc bầu cử, phát hành một tuyên bố cho biết họ hiểu rằng việc quyên góp từ PAC của họ cho những người phản đối, vượt xa so với bất kỳ công ty nào khác, "gây phiền lòng đối với một số bên liên quan."
Vào tháng 12 năm 2021, Toyota thông báo sẽ đầu tư 8 nghìn tỷ JPY (tương đương 70 tỷ USD theo tỷ giá năm 2021) vào ô tô điện vào năm 2030, ra mắt 30 mẫu xe ô tô điện trên toàn cầu vào năm đó và đặt mục tiêu bán hàng là 3,5 triệu xe ô tô điện vào năm 2030.
Toyota sẽ tăng số lượng kỹ sư phần mềm tuyển dụng lên khoảng 40% đến 50% của tổng số nhân sự kỹ thuật từ quý 2 năm 2022, việc này nhằm giải quyết sự chuyển đổi sang các công nghệ CASE - kết nối, tự lái, chia sẻ và điện - trong một môi trường cạnh tranh toàn cầu ngày càng gay gắt.
Vào năm 2021, Toyota đã yêu cầu một số nhà cung cấp của mình tăng mức tồn kho linh kiện từ 3 tháng thông thường lên 5 tháng để đối phó với sự thiếu hụt chip toàn cầu do COVID-19. Chuỗi cung ứng "just-in-time" trong đó các linh kiện chỉ được giao khi cần thiết đã được điều chỉnh sau trận động đất và sóng thần ngày 11 tháng 3 năm 2011 ở Nhật Bản, làm tăng mức tồn kho trên toàn bộ mạng lưới cung ứng. Thời gian mà Toyota cần để xử lý tồn kho đã tăng khoảng 40% trong vòng 10 năm qua, đạt 36,36 ngày tính đến  tháng 3 năm 2021.
Vào tháng 6 năm 2022, Toyota đã triệu hồi 2.700 chiếc ô tô điện đầu tiên do lo ngại về khả năng bánh xe có thể tuột khỏi trong quá trình lái xe. Phát hiện rằng bulong trên bánh xe của bZ4X có thể lỏng đến mức bánh xe đơn giản bị mất khỏi xe, gây mất kiểm soát và có thể gây tai nạn.
Vào tháng 8 năm 2022, Toyota cam kết đầu tư tối đa 5,6 tỷ USD vào sản xuất pin ô tô điện và thông báo tăng đầu tư vào nhà máy gần Greensboro, Bắc Carolina. Ngoài ra, vào năm 2022, Toyota đã giữ vị trí nhà sản xuất ô tô bán chạy nhất thế giới trong ba năm liên tiếp.
Vào tháng 1 năm 2023, CEO và Chủ tịch Toyota Akio Toyoda thông báo rằng ông sẽ từ chức và nhường vị trí đó cho Koji Sato. Akio là cháu trai của người sáng lập công ty Rizaburo Toyoda. Sato đã từng quản lý Lexus, thương hiệu ô tô sang trọng của Toyota. Thay đổi này dự kiến sẽ có hiệu lực từ ngày 1 tháng 4 năm 2023.

## Công việc doanh nghiệp

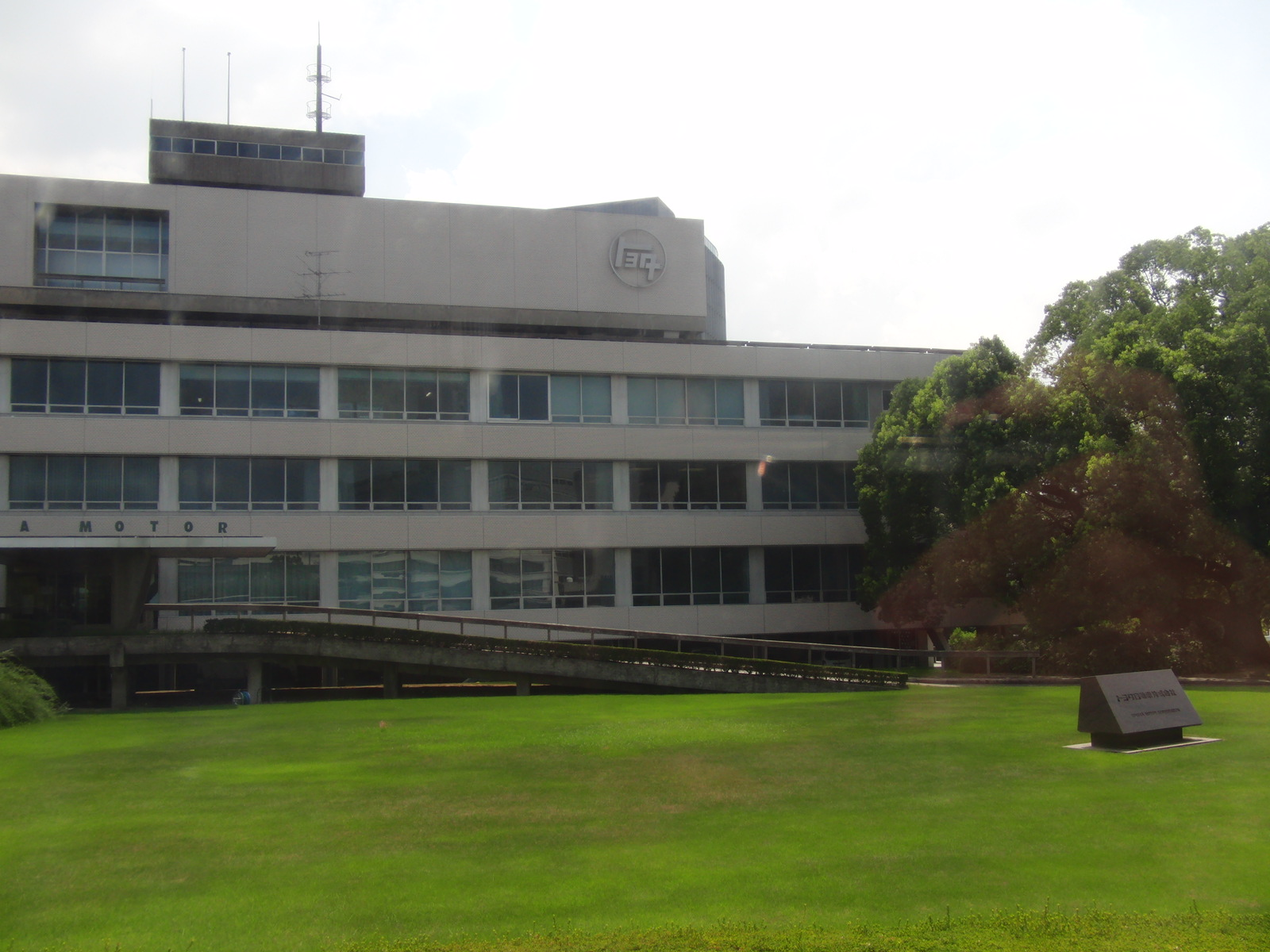
Tòa nhà trụ sở chính của Toyota

Toyota có trụ sở chính tại thành phố Toyota, trước đây được gọi là Koromo cho đến năm 1951, khi thành phố thay đổi tên để phù hợp với hãng ô tô. Thành phố Toyota nằm ở tỉnh Aichi, Nhật Bản. Trụ sở chính của Toyota nằm trong một tòa nhà 4 tầng được mô tả là "khiêm tốn". Vào năm 2013, CEO của công ty, Akio Toyoda, cho biết công ty gặp khó khăn trong việc giữ chân nhân viên nước ngoài tại trụ sở do thiếu tiện nghi tại thành phố này.

## Hiện diện trên toàn cầu
Xung quanh trụ sở chính là Trung tâm Kỹ thuật Toyota cao 14 tầng và nhà máy Honsha (thành lập năm 1938). Toyota và các công ty thành viên thuộc Toyota Group vận hành tổng cộng 17 cơ sở sản xuất tại tỉnh Aichi và tổng cộng 32 nhà máy tại Nhật Bản.
Toyota cũng có văn phòng tại Bunkyo, Tokyo và Nakamura-ku, Nagoya.
| Top 10 doanh số bán hàng xe Toyota và Lexus theo quốc gia, năm 2022 | Top 10 doanh số bán hàng xe Toyota và Lexus theo quốc gia, năm 2022 | Top 10 doanh số bán hàng xe Toyota và Lexus theo quốc gia, năm 2022 |
| Số thứ tự trong Toyota                                              | Vị trí                                                              | Doanh số bán hàng xe                                                |
| ------------------------------------------------------------------- | ------------------------------------------------------------------- | ------------------------------------------------------------------- |
| 1                                                                   | Hoa Kỳ                                                              | 2.108.460                                                           |
| 2                                                                   | Trung Quốc                                                          | 1.940.590                                                           |
| 3                                                                   | Nhật Bản                                                            | 1.289.132                                                           |
| 4                                                                   | GCC                                                                 | 390.294                                                             |
| 5                                                                   | Indonesia                                                           | 330.498                                                             |
| 6                                                                   | Thái Lan                                                            | 288.810                                                             |
| 7                                                                   | Úc                                                                  | 238.139                                                             |
| 8                                                                   | Canada                                                              | 200.205                                                             |
| 9                                                                   | Brazil                                                              | 191.653                                                             |
| 10                                                                  | Philippines                                                         | 174.106                                                             |

Ngoại trừ Nhật Bản, là một trong những hãng sản xuất ô tô lớn nhất thế giới về doanh số sản xuất, Toyota có các nhà máy tại hầu hết các vùng trên thế giới. Công ty lắp ráp xe tại Argentina, Bỉ, Brazil, Canada, Colombia, Cộng hòa Séc, Pháp, Indonesia, Mexico, Philippines, Ba Lan, Nga, Nam Phi, Thái Lan, Thổ Nhĩ Kỳ, Vương quốc Anh, Hoa Kỳ và Venezuela.
Ngoài ra, công ty còn có các nhà máy liên doanh, có giấy phép hoặc đặt hàng tại Trung Quốc, Pháp, Ấn Độ, Malaysia, Pakistan, Đại Loan, Hoa Kỳ và Việt Nam.

#### Bắc Mỹ

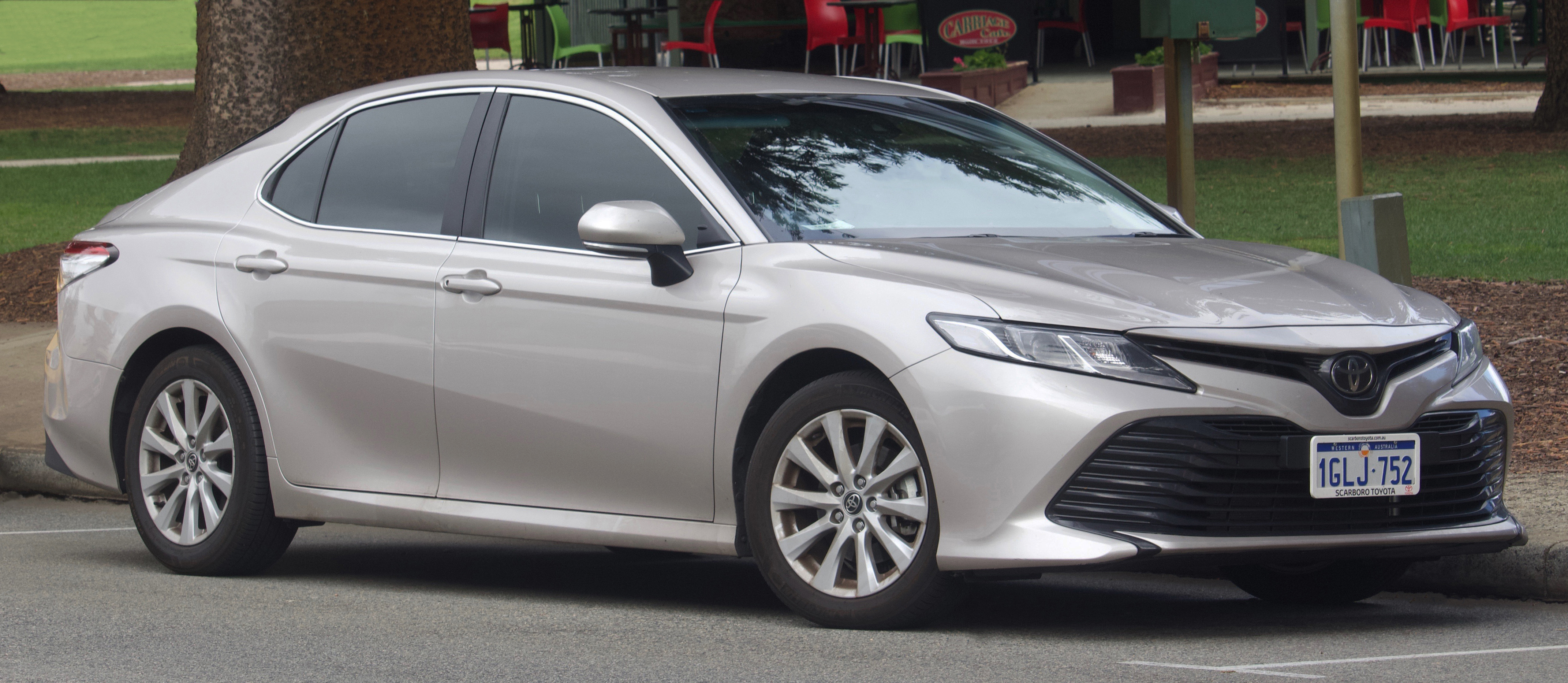
Xe Toyota Camry được lắp ráp tại các nhà máy trên thế giới bao gồm Australia, Trung Quốc, Đại Loan, Nhật Bản, Malaysia, Philippines, Nga, Thái Lan, Ấn Độ, Việt Nam và Hoa Kỳ.

Toyota Motor North America có trụ sở chính tại Plano, Texas, và hoạt động như một công ty chính cho tất cả các hoạt động của Toyota Motor Corporation tại Canada, Mexico và Hoa Kỳ. Hoạt động của Toyota tại Bắc Mỹ bắt đầu vào ngày 31 tháng 10 năm 1957, và công ty hiện tại được thành lập năm 2017 từ sự hợp nhất của ba công ty: Toyota Motor North America, Inc., chỉ điều khiển các chức năng của Toyota; Toyota Motor Sales, U.S.A., Inc. chịu trách nhiệm về tiếp thị, bán hàng và phân phối tại Hoa Kỳ; và Toyota Motor Engineering & Manufacturing North America quản lý hoạt động tại các nhà máy lắp ráp trong khu vực. Trong khi các công ty này tiếp tục tồn tại với tên pháp lý, họ hoạt động như một công ty duy nhất tại một khu đô thị trụ sở.
Toyota có sự hiện diện lớn tại Hoa Kỳ với sau nhà máy lắp ráp chính tại Huntsville, Alabama, Georgetown, Kentucky, Princeton, Indiana, San Antonio, Texas, Buffalo, West Virginia, và Blue Springs, Mississippi. Vào năm 2018, Toyota và Mazda tuyên bố một nhà máy liên doanh sẽ sản xuất xe tại Huntsville, Alabama, bắt đầu từ năm 2021.
Toyota đã bắt đầu sản xuất các loại xe bán tải lớn như Tundra mới nhằm mục tiêu thị trường xe bán tải cỡ đầy đủ tại Hoa Kỳ. Toyota cũng đang đẩy mạnh xe điện hybrid tại Hoa Kỳ như Prius, Camry Hybrid, Highlander Hybrid và các sản phẩm Lexus khác. Hiện tại, Toyota không có kế hoạch cung cấp tuỳ chọn động cơ diesel cho các sản phẩm tại Bắc Mỹ, bao gồm cả xe bán tải.
Toyota Canada Inc., là một phần của Toyota Motor North America, đảm nhận việc tiếp thị, bán hàng và phân phối tại Canada. Toyota Motor Manufacturing Canada điều hành ba nhà máy lắp ráp: hai tại Cambridge, Ontario và một tại Woodstock, Ontario. Vào năm 2006, công ty con của Toyota là Hino Motors mở một nhà máy xe tải nặng, cũng tại Woodstock, với sự tham gia của 45 nhân viên và sự sản xuất 2.000 xe tải mỗi năm.

#### Châu Âu/ Tây Á
| Top 10 Toyota and Lexus vehicle production by country, 2022 | Top 10 Toyota and Lexus vehicle production by country, 2022 | Top 10 Toyota and Lexus vehicle production by country, 2022 |
| Thứ hạng trong Toyota                                       | Địa điểm                                                    | Sản xuất xe                                                 |
| ----------------------------------------------------------- | ----------------------------------------------------------- | ----------------------------------------------------------- |
| 1                                                           | Nhật Bản                                                    | 2.656.009                                                   |
| 2                                                           | Trung Quốc                                                  | 1.839.772                                                   |
| 3                                                           | Hoa Kỳ                                                      | 1.129.988                                                   |
| 4                                                           | Thái Lan                                                    | 659.252                                                     |
| 5                                                           | Canada                                                      | 433.077                                                     |
| 6                                                           | Indonesia                                                   | 268.150                                                     |
| 7                                                           | Mexico                                                      | 267.775                                                     |
| 8                                                           | Pháp                                                        | 255.936                                                     |
| 9                                                           | Brazil                                                      | 224.272                                                     |
| 10                                                          | Thổ Nhĩ Kỳ                                                  | 215.798                                                     |

Toyota Motor Europe có trụ sở tại Brussels, Bỉ, và quản lý tất cả hoạt động của Toyota Motor Corporation tại châu Âu và phía tây châu Á. Hoạt động của Toyota tại châu Âu bắt đầu từ năm 1963. Toyota có mặt đáng kể tại châu Âu với chín nhà máy sản xuất tại Kolín, Cộng hòa Séc, Burnaston, Anh, Deeside, Anh, Onnaing, Pháp, Jelcz-Laskowice, Ba Lan, Wałbrzych, Ba Lan, Ovar, Bồ Đào Nha, Saint Petersburg, Nga, và Arifiye, Thổ Nhĩ Kỳ. Toyota cũng vận hành một nhà máy liên doanh với Citroën và Peugeot tại Valenciennes, Pháp.

#### Úc
Vào năm 1963, Úc là một trong những quốc gia đầu tiên lắp ráp các xe Toyota ngoài Nhật Bản. Tuy nhiên, vào tháng 2 năm 2014, Toyota là nhà sản xuất ô tô lớn cuối cùng của Úc tuyên bố chấm dứt hoạt động sản xuất tại Úc. Việc đóng cửa nhà máy của Toyota tại Úc đã hoàn thành vào ngày 3 tháng 10 năm 2017, và đã sản xuất tổng cộng 3.451.155 xe. Vào thời điểm cao nhất vào tháng 10 năm 2007, Toyota sản xuất 15.000 xe mỗi tháng. Trước Toyota, Ford và Holden của GM đã tuyên bố các động thái tương tự, đều trích dẫn việc đánh giá thuận lợi về tiền tệ và chi phí sản xuất cao.

### Tài chính
Toyota niêm yết công khai trên sàn giao dịch Tokyo, Osaka, Nagoya, Fukuoka và Sapporo với mã công ty TYO: 7203 . Ở Nhật Bản, cổ phiếu Toyota là thành phần của các chỉ số Nikkei 225 và TOPIX Core30.
Ngoài ra, Toyota cũng được niêm yết tại sàn giao dịch New York với NYSE: TM và trên sàn giao dịch London với LSE:TYT.
Toyota đã niêm yết công khai tại Nhật Bản từ năm 1949 và quốc tế từ năm 1999.

## Dòng sản phẩm
| Best-selling Toyota and Lexus nameplates globally, FY2021 | Best-selling Toyota and Lexus nameplates globally, FY2021 | Best-selling Toyota and Lexus nameplates globally, FY2021 |
| Hạng                                                      | Mẫu xe                                                    | Doanh số (nghìn đơn vị)                                   |
| --------------------------------------------------------- | --------------------------------------------------------- | --------------------------------------------------------- |
| 1                                                         | Toyota Corolla                                            | 1,312                                                     |
| 2                                                         | Toyota RAV4                                               | 980                                                       |
| 3                                                         | Toyota Yaris                                              | 743                                                       |
| 4                                                         | Toyota Camry                                              | 685                                                       |
| 5                                                         | Toyota Hilux                                              | 605                                                       |
| 6                                                         | Toyota Highlander                                         | 466                                                       |
| 7                                                         | Toyota Tacoma                                             | 268                                                       |
| 8                                                         | Toyota C-HR                                               | 235                                                       |
| 9                                                         | Toyota Levin                                              | 221                                                       |
| 10                                                        | Lexus RX                                                  | 199                                                       |

Cho đến năm 2009, Toyota chính thức liệt kê khoảng 70 mẫu xe khác nhau được bán dưới thương hiệu Toyota, bao gồm sedan, coupe, xe vận chuyển, xe tải, xe hybrid và xe đa dụng. Nhiều mẫu xe trong số này được sản xuất dưới dạng sedan hạng nhỏ như Toyota Yaris, sedan hạng trung như Corolla, sedan hạng trung cao cấp như Camry và sedan hạng lớn như Avalon. Có cả các dòng xe đa dụng như Innova, Alphard/Vellfire, Sienna và các mẫu khác. Một số mẫu xe nhỏ như xB và tC được bán dưới thương hiệu Scion.

### Xe SUV và xe đa dụng
Dòng xe Toyota SUV và crossover tăng nhanh trong giai đoạn cuối những năm 2010 đến 2020 do sự chuyển đổi của thị trường sang SUV. Các mẫu xe crossover của Toyota bao gồm từ mẫu xe hạng nhỏ như Yaris Cross và C-HR, mẫu xe hạng trung như Corolla Cross và RAV4, đến mẫu xe hạng trung lớn như Harrier/Venza và Kluger/Highlander. Các mẫu xe crossover khác bao gồm Raize, Urban Cruiser. Các mẫu xe SUV của Toyota bao gồm từ mẫu xe hạng trung như Fortuner đến mẫu xe hạng lớn như Land Cruiser. Các mẫu xe SUV khác bao gồm Rush, Prado, FJ Cruiser, 4Runner, và Sequoia.

### Pickup trucks
Toyota bước vào thị trường xe tải nhỏ (pickup truck) lần đầu vào năm 1947 với mẫu SB chỉ được bán tại Nhật Bản và một số thị trường châu Á hạn chế. Sau đó, vào năm 1954, mẫu RK (đổi tên thành Stout vào năm 1959) và vào năm 1968, dòng xe tải nhỏ Hilux được ra mắt. Với sự cải tiến liên tục, Hilux (được gọi đơn giản là Pickup ở một số thị trường) đã trở nên nổi tiếng với khả năng bền bỉ và đáng tin cậy tuyệt vời. Dòng xe đã được bổ sung thêm phiên bản cab mở rộng và cab hành khách và Toyota tiếp tục sản xuất chúng ngày nay dưới các tên gọi khác nhau tùy thuộc vào thị trường, với các độ dài cabin khác nhau, động cơ xăng hoặc dầu diesel, và phiên bản 2WD và 4WD.
Tại Bắc Mỹ, Hilux trở thành một mẫu xe quan trọng cho công ty, dẫn dắt công ty ra mắt mẫu Tacoma vào năm 1995. Tacoma được phát triển dựa trên Hilux, nhưng với thiết kế nhằm phù hợp hơn với nhu cầu của người tiêu dùng Bắc Mỹ, nơi mà xe tải nhỏ thường được sử dụng làm phương tiện cá nhân. Thiết kế này đã thành công và Tacoma trở thành mẫu xe tải nhỏ bán chạy nhất ở Bắc Mỹ.
Sau thành công của dòng xe tải nhỏ Hilux ở Bắc Mỹ, Toyota quyết định tham gia vào thị trường xe tải cỡ lớn (full-size pickup), mà trước đó thường được các hãng sản xuất xe trong nước chiếm ưu thế. Công ty giới thiệu mẫu T100 cho mùa xe 1993 tại Hoa Kỳ. T100 có kích thước giường dài cỡ đầy đủ 8 feet, nhưng hệ thống treo và động cơ tương tự như dòng xe tải nhỏ. Tuy nhiên, doanh số bán hàng không đạt kỳ vọng và T100 đã bị chỉ trích vì có động cơ V6 nhỏ (đặc biệt so với động cơ V8 phổ biến trong các xe tải cỡ lớn Mỹ), thiếu phiên bản cab mở rộng, quá nhỏ và quá đắt (do thuế 25% áp dụng cho xe tải nhập khẩu). Năm 1995, Toyota trang bị động cơ V6 mạnh mẽ hơn từ mẫu Tacoma mới cho T100 và cũng bổ sung phiên bản cab mở rộng. Năm 1999, Toyota thay thế T100 bằng mẫu Tundra lớn hơn, được sản xuất tại Mỹ với động cơ V8 và thiết kế gần giống các xe tải cỡ lớn Mỹ khác.

### Xe hạng sang

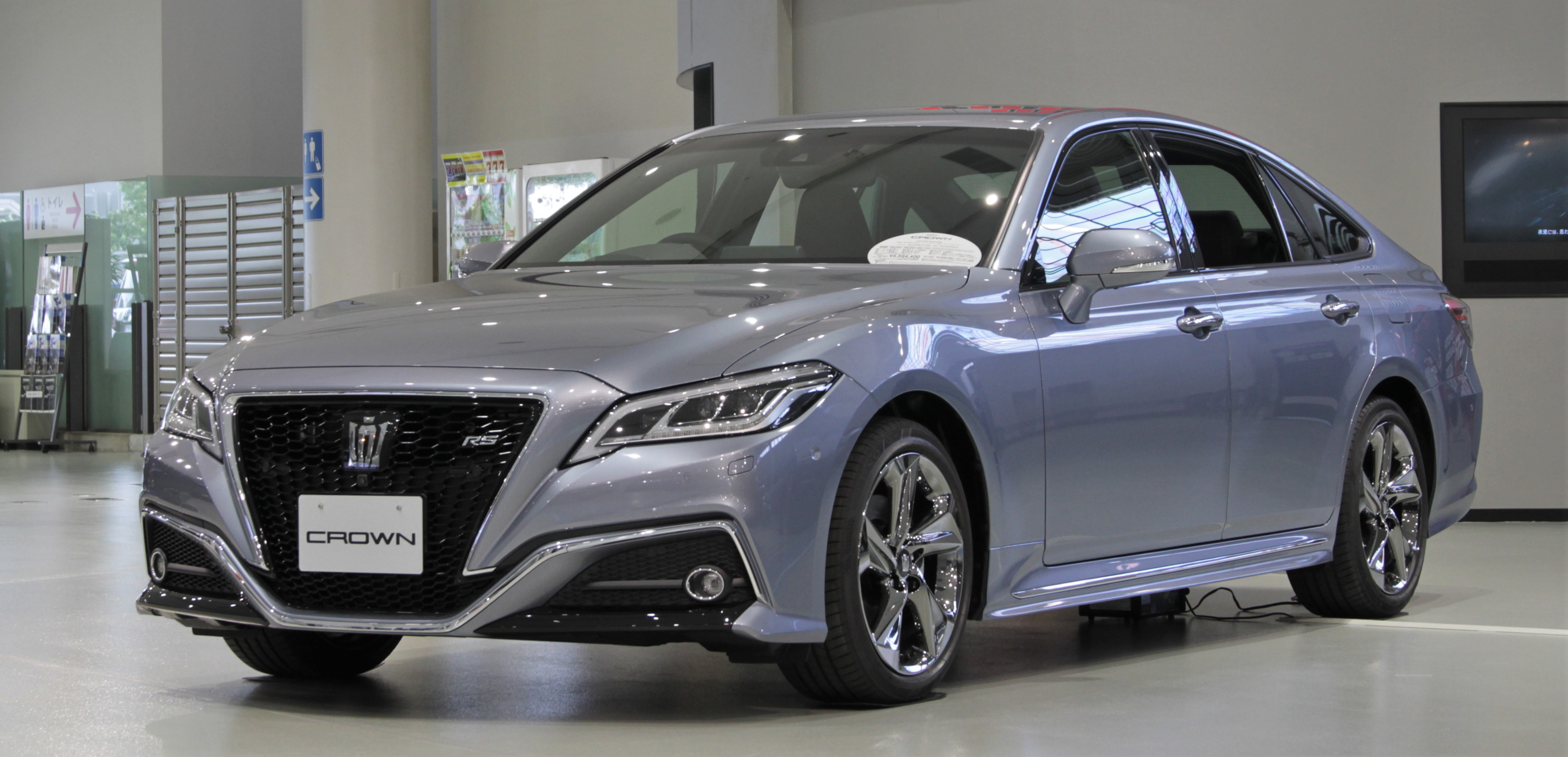
Toyota Crown RS (thế hệ thứ 15, S220; 2018)

Trên thị trường nội địa Nhật Bản, Toyota có hai mẫu xe đại diện: sedan cao cấp Crown và xe limousine Century.
Vào những năm 1980, Toyota muốn mở rộng dòng xe hạng sang nhưng nhận thấy rằng các mẫu xe đại diện hiện có trên thị trường Nhật Bản gần như không có sức hấp dẫn toàn cầu và không thể cạnh tranh với các thương hiệu đã được công nhận như Mercedes-Benz, BMW và Jaguar, hoặc các thương hiệu Acura và Infiniti được ra mắt bởi các đối thủ Nhật Bản.
Trước khi thập kỷ kết thúc, Toyota giới thiệu Lexus, một thương hiệu mới được thành lập để tiếp thị và cung cấp dịch vụ cho các xe hạng sang trên thị trường ngoài Nhật Bản. Công ty đã phát triển thương hiệu và các mẫu xe dưới danh nghĩa bí mật kể từ tháng 8 năm 1983, với chi phí hơn 1 tỷ đô la Mỹ. Mẫu sedan hạng sang Lexus LS ra mắt vào năm 1989 và gây ấn tượng mạnh với doanh số bán hàng, đồng thời chịu trách nhiệm lớn cho sự thành công của thương hiệu Lexus. Sau đó, bộ phận này đã thêm vào các mẫu sedan, coupe, convertible và SUV.
Thương hiệu Lexus được giới thiệu tới thị trường Nhật Bản vào năm 2005, trước đó, tất cả các xe được tiếp thị quốc tế dưới thương hiệu Lexus từ năm 1989 đến 2005 đều được ra mắt tại Nhật Bản dưới thương hiệu Toyota.

### Xe buýt
Toyota Coaster là một loại xe minibus được giới thiệu vào năm 1969 với sức chứa 17 hành khách. Coaster được sử dụng phổ biến tại Nhật Bản, Singapore, Hồng Kông và Úc, và cũng được sử dụng tại các nước đang phát triển như các nhà khai thác minibus ở Châu Phi, Trung Đông, Nam Á, Caribe và Nam Mỹ để phục vụ giao thông công cộng.

## Công nghệ

### Xe hybrid điện

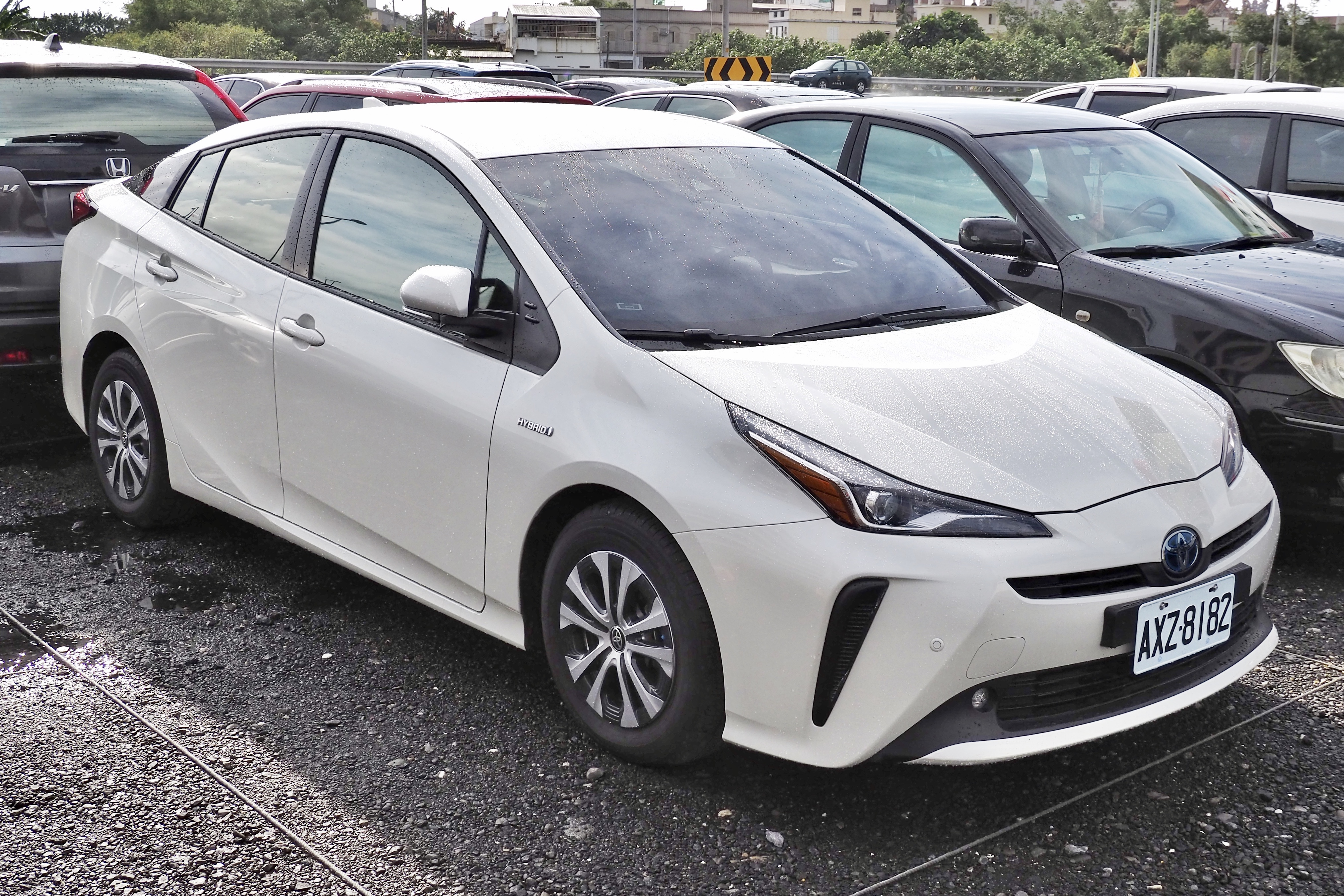
Toyota Prius, là biểu tượng của công nghệ hybrid của Toyota và là xe hybrid bán chạy nhất thế giới.

Toyota là nhà lãnh đạo toàn cầu về doanh số xe hybrid điện, là một trong những công ty lớn nhất khuyến khích việc áp dụng xe hybrid trên quy mô hàng loạt trên toàn cầu, và là công ty đầu tiên thương mại hóa và sản xuất hàng loạt các loại xe như vậy, với việc giới thiệu Toyota Prius vào năm 1997. Công nghệ hybrid chuỗi của công ty được gọi là Hybrid Synergy Drive và sau đó đã được áp dụng vào nhiều xe trong danh mục sản phẩm của Toyota, bắt đầu từ mẫu Camry và công nghệ này cũng được mang tới cho thương hiệu cao cấp Lexus.
Tính đến  tháng 1 năm 2020, Toyota Motor Corporation đã bán ra 44 mẫu xe hơi hybrid của Toyota và Lexus tại hơn 90 quốc gia và vùng lãnh thổ trên toàn thế giới, và hãng đã bán được hơn 15 triệu xe hybrid kể từ năm 1997. Gia đình xe Prius là dòng xe hybrid chạy xăng-điện bán chạy nhất thế giới, với gần 4 triệu đơn vị đã được bán trên toàn cầu tính đến tháng 1 năm 2017.
Ngoài Prius, Toyota còn có dòng xe hybrid hiện tại bao gồm Alphard/Vellfire/Crown Vellfire, Avalon, Aqua, Camry, C-HR/IZOA, Corolla/Levin, Corolla Cross/Frontlander, Crown, Harrier/Venza, Highlander/Kluger/Crown Kluger, Innova, Noah/Voxy, Raize, RAV4/Wildlander, Sequoia, Sienna, Sienta, Tundra, Urban Cruiser Hyryder, Yaris và Yaris Cross. Dòng xe hybrid hiện tại của Lexus bao gồm ES, IS, LC, LM, LS, NX, RC, RX và UX.

### Xe hybrid sạc điện

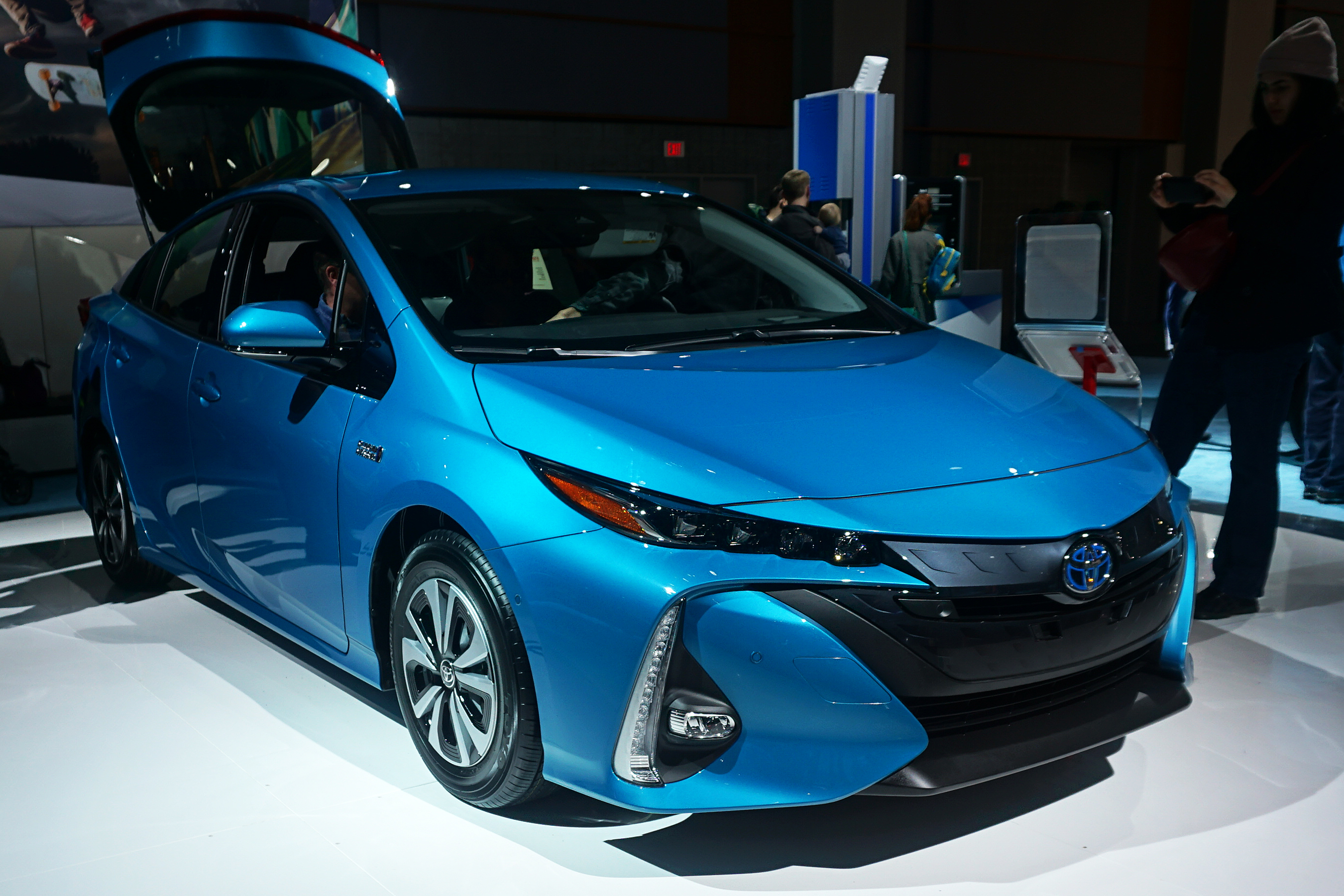
Xe hybrid sạc điện Toyota Prius thế hệ thứ hai

Khái niệm Xe hybrid sạc điện Prius được trưng bày vào cuối năm 2009, và ngay sau đó, chương trình thử nghiệm toàn cầu với 600 xe thử nghiệm trước sản xuất được triển khai. Những chiếc xe này được cho thuê cho các đơn vị vận tải và khách hàng của chính phủ và được trang bị các thiết bị theo dõi dữ liệu để cho phép Toyota theo dõi hiệu suất của xe. Xe được phát triển dựa trên Toyota Prius thế hệ thứ ba và được trang bị hai pin lithium-ion bổ sung vượt quá pin hybrid thông thường. Những pin bổ sung này được sử dụng để vận hành xe với việc sử dụng ít nhất động cơ đốt trong đến khi chúng cạn kiệt, sau đó chúng sẽ ngừng hoạt động. Chúng không được sử dụng song song với pin hybrid chính.
Sau khi kết thúc chương trình thử nghiệm, phiên bản sản xuất của Prius Plug-in Hybrid được giới thiệu vào tháng 9 năm 2011. Phiên bản sản xuất của Prius Plug-in có tốc độ tối đa chỉ bằng nguồn điện là 62 mph (khoảng 100 km/h), và Cơ quan Bảo vệ Môi trường Hoa Kỳ (EPA) xếp hạng xe có tầm hoạt động là 11 dặm (khoảng 18 km) trong chế độ kết hợp (chủ yếu sử dụng điện, nhưng được bổ sung bởi động cơ đốt trong). Cuối cùng, Toyota chỉ sản xuất một số lượng nhỏ với tổng cộng 75.400 xe được sản xuất từ năm 2012 đến năm 2016.
Thế hệ thứ hai của Prius Plug-in (đổi tên thành Prius Prime tại Hoa Kỳ) được giới thiệu vào đầu năm 2016. Khác với thế hệ trước, nơi pin sạc được giới hạn bằng việc thêm vào Prius hiện có, mẫu xe này được phát triển song song với thế hệ thứ tư của Prius, cho phép Toyota tăng tầm hoạt động lên 25 dặm (khoảng 40 km), với tốc độ tối đa là 84 mph (khoảng 135 km/h), mà không cần sự trợ giúp của động cơ đốt trong. Thế hệ thứ hai của Prius Plug-in bắt đầu được bán vào cuối năm 2016, và Toyota dự kiến bán được tối đa 60.000 xe trên toàn cầu mỗi năm.
Mẫu xe hybrid sạc điện thứ hai, Toyota RAV4 PHV (RAV4 Prime tại Hoa Kỳ) được giới thiệu vào tháng 12 năm 2019. Xe có tầm hoạt động hoàn toàn bằng điện ước tính theo EPA là 42 dặm (khoảng 68 km) và có công suất kết hợp là 302 mã lực, cho phép nó trở thành mẫu xe thứ hai nhanh nhất hiện đang được Toyota sản xuất (sau mẫu xe thể thao GR Supra 3.0). Bán hàng bắt đầu vào giữa năm 2020.

### Xe điện sạc pin

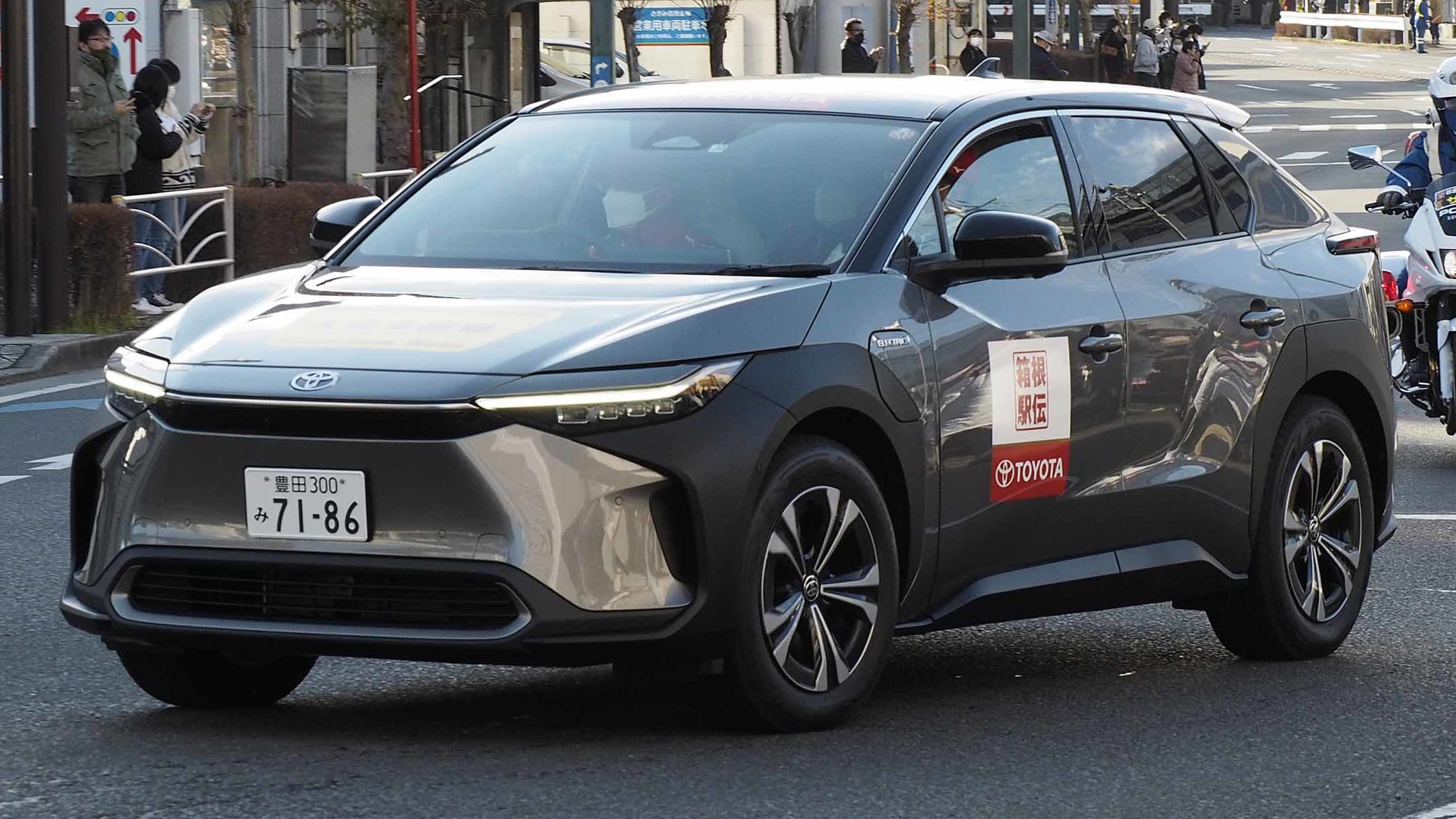
Toyota bZ4X

Toyota đã bị chỉ trích vì chậm chân trong việc thêm các xe điện sạc pin vào danh mục sản phẩm của mình. Hãng công khai thể hiện sự hoài nghi về công nghệ xe điện sạc pin và đã lên án việc chính phủ yêu cầu chuyển đổi sang xe không khí thải đuôi khói không đáy. Bản mẫu:Cập nhật vào, công ty chỉ bán một tỷ lệ nhỏ các xe điện sạc pin, điều này đã khiến một số nhóm môi trường và lợi ích công cộng chỉ trích vì không áp dụng các xe điện sạc pin nhanh chóng và không cam kết mạnh mẽ chuyển sang xe điện sạc pin. Công ty dự định tăng doanh số bán xe điện lên 3,5 triệu xe mỗi năm vào năm 2030. Toyota đã tuyên bố rằng các công nghệ khác như xe chạy bằng hydro cũng sẽ đóng vai trò trong tương lai của công ty.
Chiếc xe điện đầu tiên của Toyota được tạo ra như một phản ứng với yêu cầu của chính phủ. Công ty đã tạo ra thế hệ đầu tiên của Toyota RAV4 EV sau khi Hội đồng Tài nguyên Không khí California yêu cầu vào cuối những năm 1990 rằng mọi nhà sản xuất ô tô phải cung cấp một loại xe không khí thải đuôi khói không đáy. Tổng cộng có 1.484 xe được cho thuê và/hoặc bán tại California từ năm 1997 đến năm 2003, khi tiểu bang ngừng yêu cầu này sau áp lực pháp lý từ các vụ kiện được đệ đơn bởi các nhà sản xuất ô tô. Theo yêu cầu của người thuê, nhiều đơn vị đã được bán sau khi xe bị ngừng sản xuất.
Một thế hệ thứ hai của RAV4 EV được phát triển vào năm 2010 như một phần của một thỏa thuận với Tesla. Phiên bản sản xuất được ra mắt vào tháng 8 năm 2012, sử dụng bộ pin, bộ điện tử và hệ thống truyền động từ Tesla Model S. RAV4 EV chỉ được sản xuất giới hạn với gần 3.000 xe được sản xuất trước khi ngừng sản xuất vào năm 2014. Theo thông tin từ Bloomberg News, mối hợp tác giữa Tesla và Toyota bị "gián đoạn do xung đột giữa các kỹ sư".
Bắt đầu từ năm 2009, Toyota giới thiệu ba thế hệ xe điện khái niệm được gọi là FT-EV được xây dựng trên nền tảng xe Toyota iQ đã chỉnh sửa. Vào cuối năm 2012, công ty công bố kế hoạch sản xuất một phiên bản sản xuất của chiếc xe có tên Toyota iQ EV (Scion iQ EV ở Mỹ, Toyota eQ ở Nhật Bản), nhưng cuối cùng sản xuất bị giới hạn chỉ 100 xe dùng cho các đơn vị đặc biệt ở Nhật Bản và Hoa Kỳ.
Vào cuối năm 2012, Toyota thông báo rằng họ sẽ rút lui khỏi việc phát triển các xe hoàn toàn điện, sau khi sản xuất dưới 5.000 xe. Lúc đó, Phó Chủ tịch công ty, Takeshi Uchiyamada, nói: "Năng lực hiện tại của xe điện không đáp ứng được nhu cầu của xã hội, cho dù đó có thể là khoảng cách mà xe có thể chạy, hoặc chi phí, hoặc thời gian nạp điện mất quá lâu." Toyota tập trung lại vào việc phát triển các xe hybrid và xe sử dụng nhiên liệu cell hydrogen. Các xe điện sớm này rộng rãi được coi là các xe tuân thủ quy định, có nghĩa là chúng được phát triển để đáp ứng tiêu chuẩn không khí không khí khí thải của California đối với các nhà sản xuất ô tô.

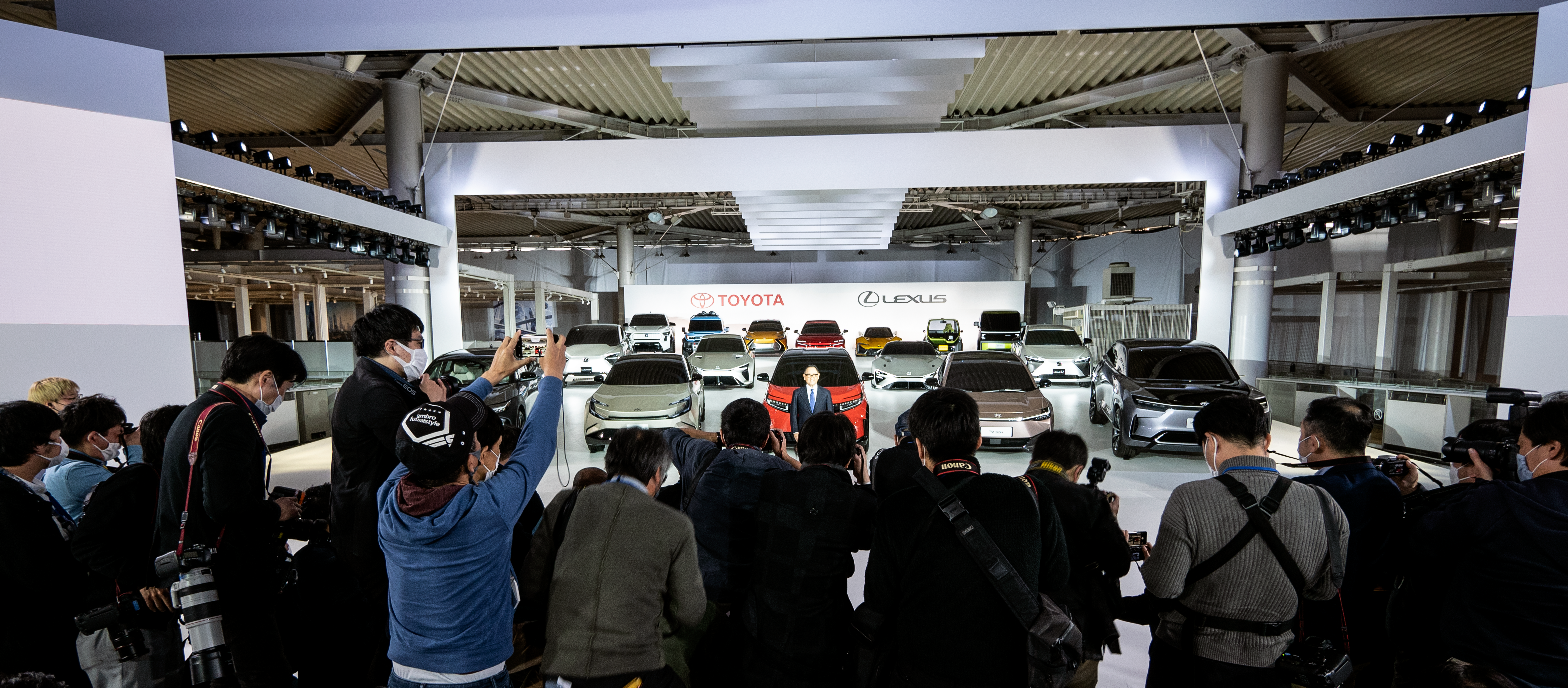
Akio Toyoda trình diễn các mẫu thử của 15 xe điện trong buổi thông tin về chiến lược xe điện của Toyota vào tháng 12 năm 2021.

Một sự thay đổi trong tư thế trước đây của Toyota, không chú trọng vào công nghệ pin, đã được nhìn thấy từ năm 2016, khi Giám đốc tài chính của Toyota, Takahiko Ijichi, "đã đưa ra tín hiệu mạnh mẽ rằng Toyota sẽ sớm tham gia vào cuộc đua xe điện và sản xuất các mẫu xe điện mặc dù có những quan điểm hoài nghi về quãng đường và thời gian sạc", như Wall Street Journal đã viết. Toyota cho biết họ sẽ sản xuất và bán các xe điện nếu và khi các quy định và thị trường yêu cầu.
Một năm sau đó, Toyota đã đề ra kế hoạch về xe điện cho giai đoạn từ 2020 đến 2030 cho báo chí tại Tokyo, cho biết họ sẽ giới thiệu "hơn 10" mẫu xe điện trên toàn cầu vào đầu những năm 2020, bắt đầu từ Trung Quốc, sau đó là Nhật Bản, Châu Âu, Hoa Kỳ và Ấn Độ.
Vào tháng 4 năm 2019, Toyota giới thiệu mẫu xe điện thuần túy đầu tiên của họ tại Trung Quốc, gồm hai phiên bản tương tự nhau gọi là C-HR EV và IZOA EV. Chúng được bán ra vào tháng 4 năm 2020 và tháng 5 năm 2020. Nikkei đưa tin vào tháng 10 năm 2020 rằng Toyota chỉ bán được dưới 2.000 xe trong tám tháng đầu năm.
Toyota giới thiệu mẫu xe C+pod vào cuối năm 2020, một chiếc xe hai chỗ loại kei car với mức phạm vi ước tính là 100 km và tốc độ tối đa là 60 km/h.
Vào tháng 12 năm 2020, Giám đốc điều hành của Toyota, Akio Toyoda, cho biết rằng xe điện đang bị "hoang tưởng" và ở Nhật Bản, chúng không nhất thiết giảm lượng khí thải carbon dioxide vì điện năng chủ yếu được tạo ra bằng cách đốt than và khí tự nhiên trong nước này. Ông cũng nói rằng cơ sở hạ tầng cần thiết cho Nhật Bản chuyển sang hoàn toàn sử dụng xe điện sẽ tốn từ 135 tỷ đến 358 tỷ USD và chuyển sang chỉ sử dụng xe điện sẽ làm mất hàng triệu việc làm và làm cho ô tô trở nên kém phổ biến hơn.
Vào tháng 4 năm 2021, Toyota đã công bố mẫu xe Toyota bZ4X, một chiếc crossover SUV điện sẽ là chiếc xe đầu tiên được xây dựng trên nền tảng điện độc lập gọi là e-TNGA khi ra mắt vào giữa năm 2022. Đây là mẫu xe đầu tiên thuộc dòng sản phẩm bZ (viết tắt của "beyond Zero" - vượt xa số 0) của Toyota. Toyota cũng đã tuyên bố sẽ có tổng cộng bảy mẫu "bZ" sẽ được ra mắt trên toàn cầu trong số 15 mẫu xe điện vào năm 2025.
Vào tháng 6 năm 2021, Transport & Environment xếp Toyota là nhà sản xuất ô tô ít sẵn sàng nhất chuyển đổi sang xe điện pin vào năm 2030, và cho biết: "Toyota chưa đặt mục tiêu cho năm 2030 và kế hoạch chỉ sản xuất 10% xe điện pin vào năm 2025. Dự kiến họ sẽ dựa vào công nghệ hybrid gây ô nhiễm."
Vào tháng 12 năm 2021, Toyota đã thông báo tại Tokyo kế hoạch cho 30 mẫu xe điện vào năm 2030, bán 3,5 triệu xe điện pin mỗi năm vào ngày đó, và thương hiệu cao cấp Lexus của họ sẽ hoạt động 100% bằng pin vào năm 2030 tại Bắc Mỹ, Châu Âu và Trung Quốc. Công ty cũng đã thông báo đầu tư 70 tỷ USD vào việc điện hóa công ty.
Trong một phiên họp song song với Hội nghị G-7 tháng 5 năm 2023, Akio Toyoda cho biết rằng xe điện pin không phải là tương lai duy nhất, thay vào đó, Toyota đề xuất một sự kết hợp giữa xe điện pin, xe trang bị động cơ đốt trong và xe chạy bằng hydro.
Toyota đã phát triển công nghệ pin rắn (solid-state battery) trong kết hợp với Panasonic, trong đó công ty đã có hơn một nghìn bằng sáng chế liên quan đến pin rắn vào cuối năm 2020. Công nghệ này đã được triển khai trên mô hình Toyota LQ concept. Toyota hy vọng công nghệ này có thể tăng hiệu suất của các xe điện pin lên 30%, từ đó giảm chi phí pin tương ứng.

### Nhiên liệu Hydro

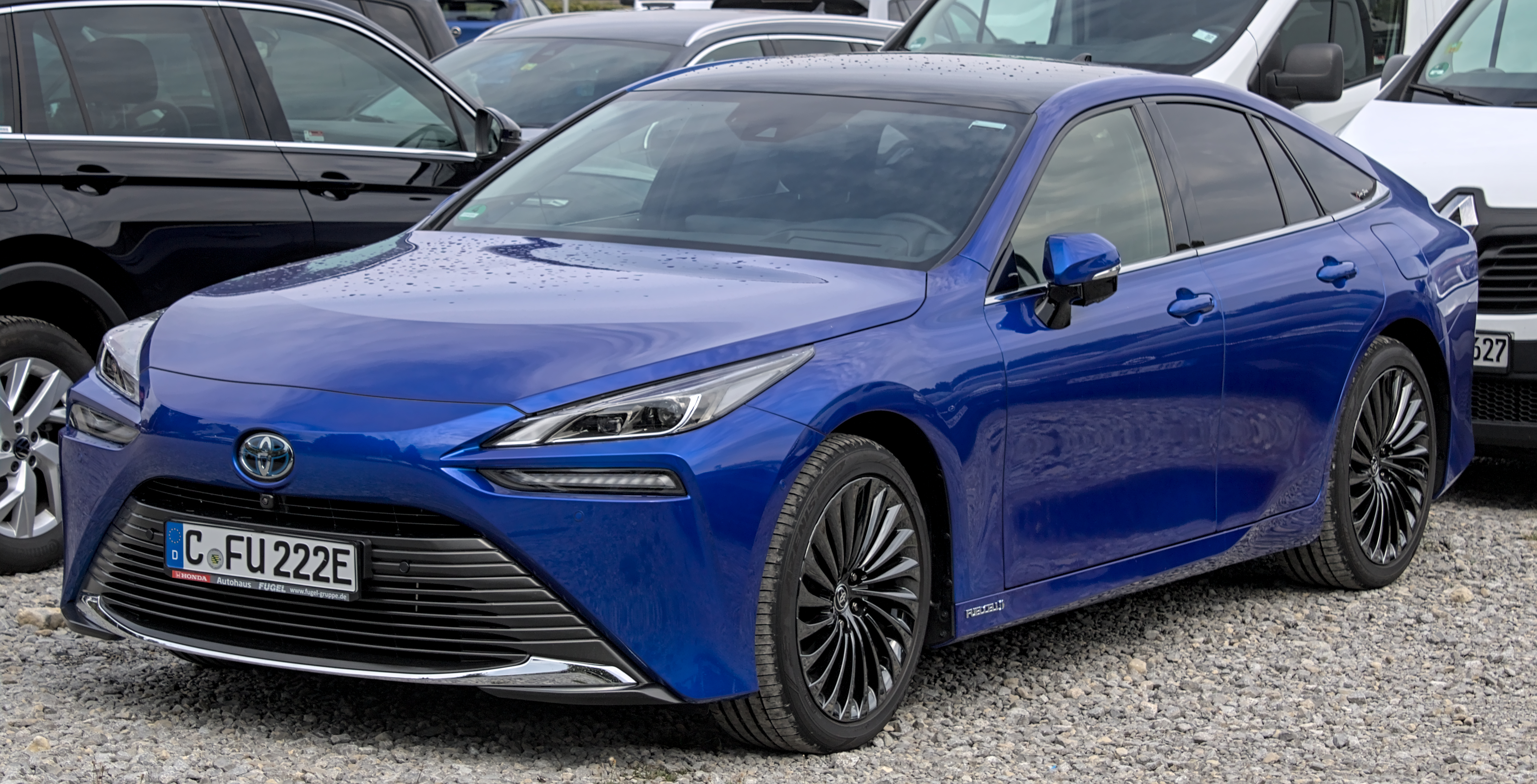
Xe chạy bằng nhiên liệu Hydro Toyota Mirai

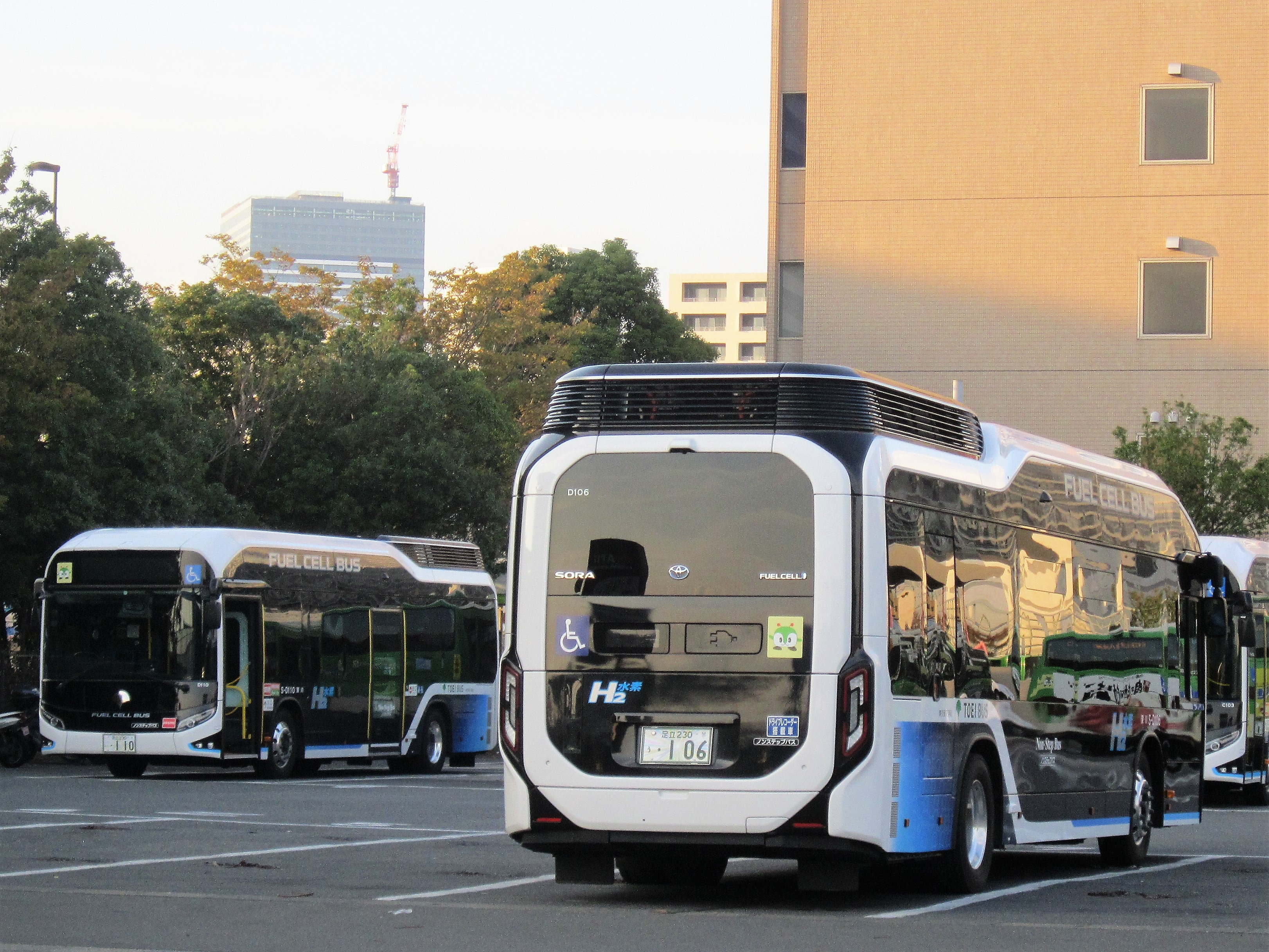
Xe buýt chạy bằng nhiên liệu Hydro Toyota SORA

Vào năm 2002, Toyota bắt đầu một chương trình phát triển và thử nghiệm để kiểm tra mẫu xe Toyota FCHV, một mẫu xe chạy bằng nhiên liệu hydro hybrid dựa trên mẫu SUV sản xuất Toyota Highlander. Toyota cũng xây dựng một chiếc xe buýt FCHV dựa trên mẫu xe buýt sàn thấp Hino Blue Ribbon City. Toyota đã xây dựng một số mẫu thử/kiểu mẫu của FCHV từ năm 1997, bao gồm Toyota FCHV-1, FCHV-2, FCHV-3, FCHV-4 và FCHV-adv. Mẫu xe điều khiển bằng nhiên liệu Toyota FCV-R đã được giới thiệu tại Triển lãm ô tô Tokyo 2011. Chiếc sedan FCV-R có 4 chỗ ngồi và được trang bị một bộ pin nhiên liệu bao gồm bình chứa hydro áp suất cao 70 MPa, có thể đi được khoảng 435 dặm theo chu trình kiểm tra JC08 của Nhật Bản. Toyota cho biết chiếc xe dự kiến sẽ ra mắt vào khoảng năm 2015.
Vào tháng 8 năm 2012, Toyota công bố kế hoạch bán lẻ một sedan chạy bằng nhiên liệu hydro ở California vào năm 2015. Toyota kỳ vọng sẽ trở thành một nhà lãnh đạo trong công nghệ này. Nguyên mẫu của xe chạy bằng nhiên liệu hydro đầu tiên sẽ được trưng bày tại Triển lãm ô tô Tokyo tháng 11 năm 2013 và tại Hội chợ Điện tử Tiêu dùng tháng 1 năm 2014 tại Hoa Kỳ.
Các mẫu xe chạy bằng nhiên liệu hydro đầu tiên của Toyota được bán thương mại là Toyota Mirai (tên tiếng Nhật có nghĩa là "tương lai"), được ra mắt tại Triển lãm ô tô Los Angeles tháng 11 năm 2014. Tháng 1 năm 2015, thông báo rằng sản xuất xe chạy bằng nhiên liệu hydro Mirai sẽ tăng từ 700 đơn vị vào năm 2015 lên khoảng 2.000 đơn vị vào năm 2016 và 3.000 đơn vị vào năm 2017. Bán lẻ tại Nhật Bản bắt đầu vào ngày 15 tháng 12 năm 2014, với giá khoảng 6,7 triệu JPY (khoảng 57.400 USD). Chính phủ Nhật Bản kế hoạch hỗ trợ việc thương mại hóa các xe chạy bằng nhiên liệu hydro bằng cách cung cấp một khoản trợ cấp 2 triệu JPY (khoảng 19.600 USD). Bán lẻ tại Hoa Kỳ bắt đầu vào tháng 8 năm 2015, với giá 57.500 USD trước các khoản khuyến mãi từ chính phủ. Ban đầu, Mirai chỉ có sẵn tại California. Ra mắt thị trường ở châu Âu dự kiến vào tháng 9 năm 2015, và ban đầu chỉ có sẵn ở Vương quốc Anh, Đức và Đan Mạch, sau đó mở rộng sang các quốc gia khác vào năm 2017. Giá bán ở Đức bắt đầu từ 60.000 euro (khoảng 75.140 USD) trước thuế giá trị gia tăng (78.540 euro).
Năm 2015, Toyota công bố miễn phí sử dụng 5.600 bằng sáng chế liên quan đến nhiên liệu hydro cho đến năm 2020, hy vọng thúc đẩy phát triển công nghệ nhiên liệu cell hydro trên toàn cầu.

### Xe tự lái

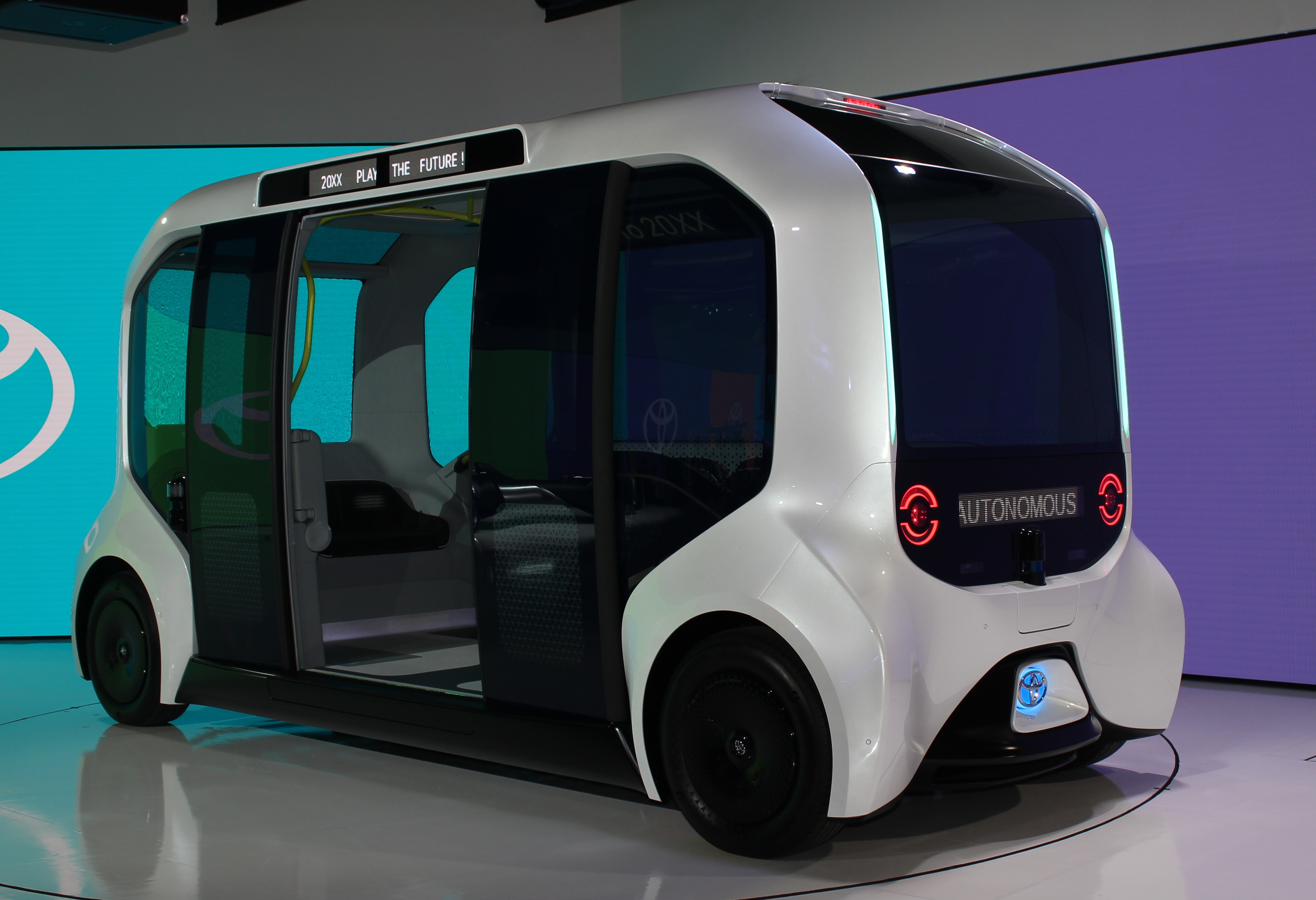
Toyota e-Palette

Toyota được coi là kém phát triển trong công nghệ xe thông minh và cần có sự đổi mới. Mặc dù vào năm 2017, Toyota đã giới thiệu mẫu xe thử nghiệm tự lái đầu tiên của mình và đã phát triển công nghệ tự lái riêng có tên gọi "Chauffeur" (dành cho tự lái hoàn toàn) và "Guardian" (hệ thống hỗ trợ người lái), nhưng chưa có một mẫu xe nào được trang bị công nghệ này trên thị trường.
Vào năm 2018, Toyota đã thành lập một trung tâm nghiên cứu và phát triển lớn, chi tiêu gần 4 tỷ USD để thành lập Viện nghiên cứu xe tự lái tại Silicon Valley, California, và chi thêm 300 tỷ JPY vào một viện nghiên cứu tương tự tại Tokyo, Nhật Bản, hợp tác với các công ty thành viên của Tập đoàn Toyota và các nhà cung cấp ô tô như Aisin Seiki và Denso.
Toyota cũng đã hợp tác với các nhà phát triển công nghệ xe tự lái và trong một số trường hợp, mua lại các công ty này. Toyota đã mua lại phân khúc xe tự lái của dịch vụ đặt xe Lyft với giá 550 triệu USD, đầu tư tổng cộng 1 tỷ USD vào phân khúc xe tự lái của dịch vụ đặt xe Uber, đầu tư 400 triệu USD vào công ty công nghệ xe tự lái Pony.ai, và thông báo hợp tác với công ty thương mại điện tử Trung Quốc Cogobuy để xây dựng một "Hệ sinh thái Xe Thông minh."
Vào tháng 12 năm 2020, Toyota giới thiệu mẫu xe tự lái chia sẻ "e-Palette" chở được 20 hành khách, được sử dụng tại Thế vận hội Tokyo 2021. Toyota đã thông báo rằng họ dự định có mẫu xe này sẵn sàng cho các ứng dụng thương mại trước năm 2025.
Từ tháng 2 năm 2021, Toyota đã xây dựng "Thành phố Woven" trang bị các cảm biến, được gọi là "thành phố thông minh, trang bị công nghệ cao diện tích 175 acre" ở chân núi Phú Sĩ. Khi hoàn thành vào năm 2024, Thành phố Woven sẽ được sử dụng để thực hiện các thử nghiệm trên các xe tự lái cho việc giao hàng, vận chuyển và các cửa hàng di động, trong đó cư dân của thành phố sẽ tham gia vào thí nghiệm phòng thí nghiệm sống.

## Hoạt động không liên quan đến ô tô

### Hàng không
Toyota là một cổ đông minor trong Mitsubishi Aircraft Corporation, với việc đầu tư 67,2 triệu USD vào dự án mới này, sẽ sản xuất Mitsubishi Regional Jet, dự kiến giao hàng đầu tiên vào năm 2017. Toyota cũng đã nghiên cứu tham gia vào thị trường hàng không tổng hợp và ký hợp đồng với Scaled Composites để sản xuất một chiếc máy bay chứng minh khái niệm, chiếc TAA-1, vào năm 2002.

### Thuyền giải trí
Năm 1997, dựa trên mối quan hệ đối tác trước đó với Yamaha Marine, Toyota đã thành lập "Toyota Marine", xây dựng các tàu thuộc sở hữu riêng, hiện chỉ bán tại Nhật Bản. Một mạng lưới nhỏ ở Nhật Bản bán các loại tàu sang trọng tại 54 địa điểm, gọi là dòng "Toyota Ponam", và vào năm 2017, một chiếc thuyền được đánh dấu dưới thương hiệu Lexus, bắt đầu từ ngày 26 tháng 5 năm 2017.

### Từ thiện

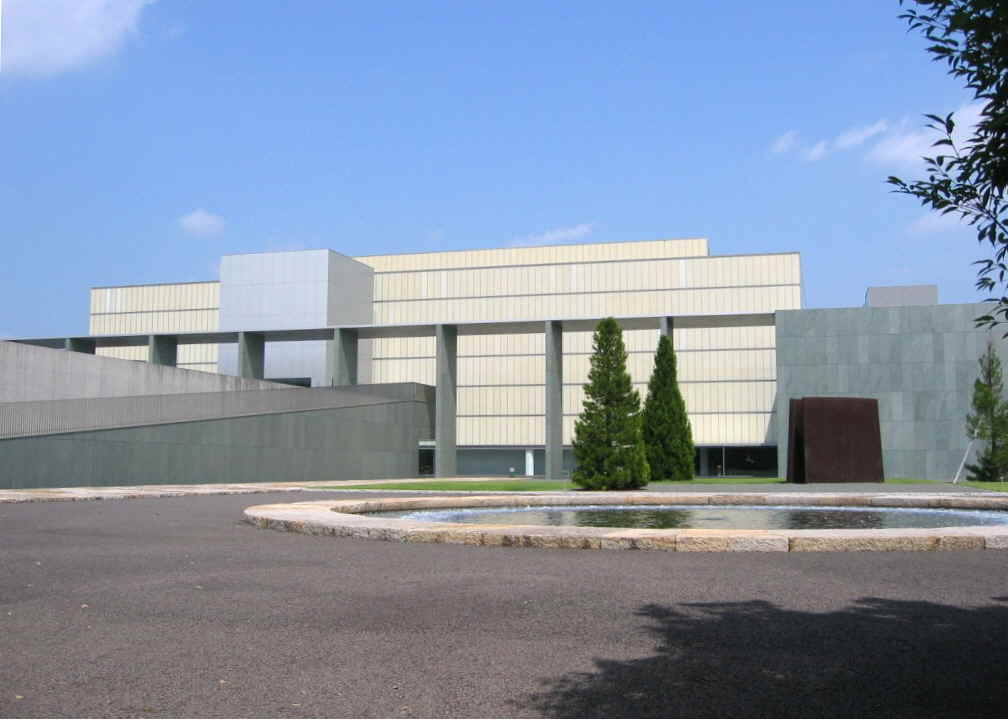
Bảo tàng Nghệ thuật Toyota ở Aichi, do nhà sản xuất tài trợ

Toyota hỗ trợ nhiều hoạt động từ thiện trong các lĩnh vực như giáo dục, bảo tồn, an toàn và cứu trợ thiên tai.
Một số tổ chức mà Toyota đã hợp tác tại Hoa Kỳ bao gồm Hội Chữ thập đỏ Mỹ, Câu lạc bộ Bé trai và Bé gái của Mỹ, Leaders in Environmental Action for the Future (LEAF), và Trung tâm Quốc gia về Học vụ gia đình.
Quỹ Toyota USA được thành lập nhằm hỗ trợ giáo dục trong các lĩnh vực khoa học, công nghệ, kỹ thuật và toán học.
Ngoài ra, Toyota còn hợp tác với các tổ chức phi lợi nhuận nhằm cải thiện quy trình và hoạt động của chúng, ví dụ như Ngân hàng Thực phẩm cho Thành phố New York.
Toyota cũng hỗ trợ nhiều công việc tại Nhật Bản.
Quỹ Toyota có quan điểm toàn cầu, cung cấp các khoản tài trợ trong ba lĩnh vực môi trường con người và tự nhiên, phúc lợi xã hội và giáo dục và văn hóa.

### Giáo dục đại học
Toyota thành lập Viện Công nghệ Toyota vào năm 1981, như Sakichi Toyoda đã dự định thành lập một trường đại học ngay khi ông và Toyota trở nên thành công. Viện Công nghệ Toyota thành lập Viện Công nghệ Toyota tại Chicago vào năm 2003. Toyota là người ủng hộ Chương trình Mong đợi Lái xe Toyota, Chương trình Học bổng Trao đổi Mùa hè cho Thanh thiếu niên Toyota Youth for Understanding, Chương trình Giáo viên Quốc tế Toyota, Toyota TAPESTRY, Học bổng Toyota Community Scholars (học bổng dành cho học sinh trung học), Chương trình Thực tập Kinh doanh của Phòng Thương mại Người Mỹ gốc Latin và Học bổng do Toyota tài trợ. Toyota đã đóng góp cho nhiều chương trình giáo dục và học bổng địa phương cho Đại học Kentucky, Indiana và các trường khác.

### Robot học

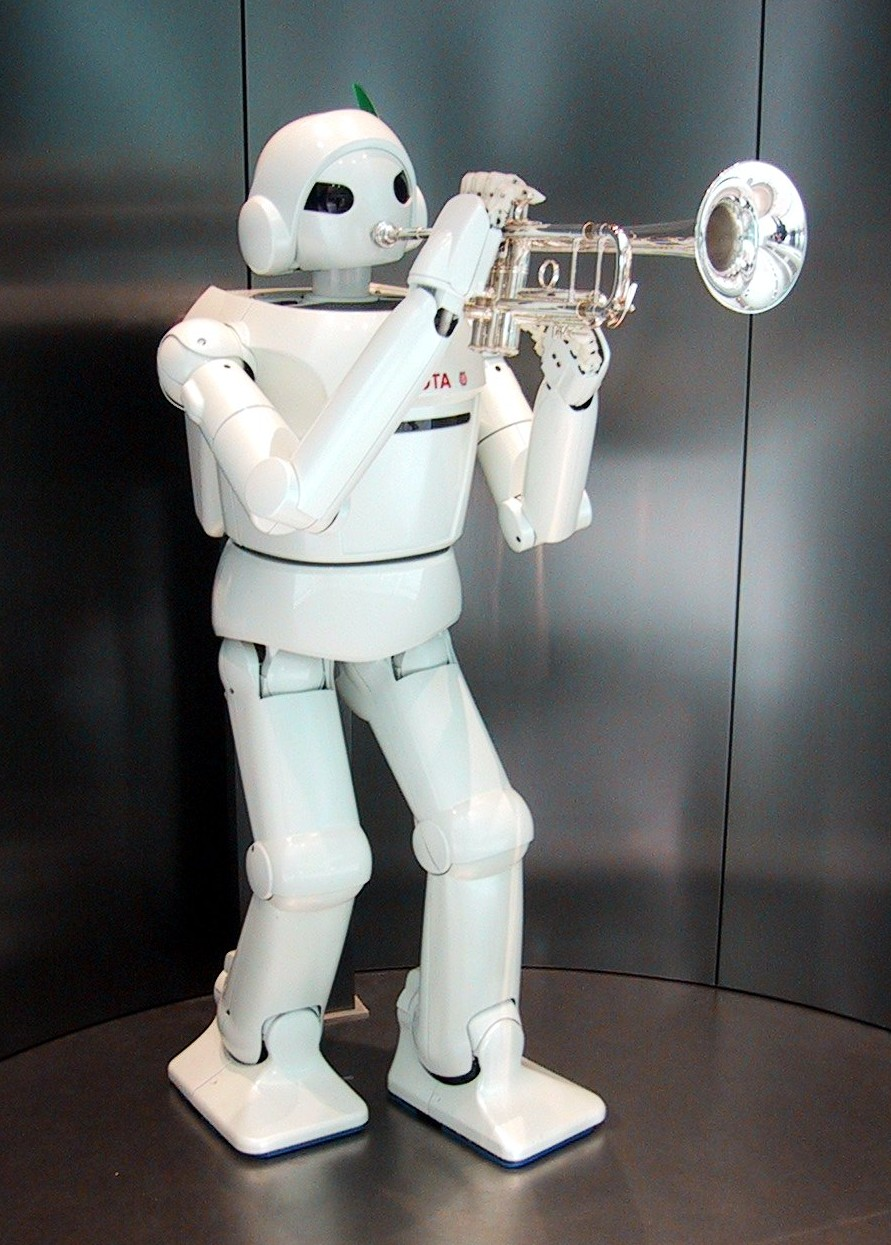
Robot chơi kèn của Toyota

Năm 2004, Toyota trình diễn robot chơi kèn của mình. Toyota đã phát triển các robot đa nhiệm dành cho chăm sóc người già, sản xuất và giải trí. Một ví dụ cụ thể về sự tham gia của Toyota trong lĩnh vực robot hỗ trợ người cao tuổi là Giao diện Máy não. Được thiết kế để sử dụng với xe lăn, nó "cho phép người điều khiển xe lăn điều khiển xe điện một cách chính xác, gần như trong thời gian thực", bằng suy nghĩ của mình. Các điều khiển suy nghĩ cho phép xe lăn di chuyển sang trái, phải và phía trước chỉ trong 125 miligiây sau suy nghĩ. Toyota cũng đã tham gia vào việc phát triển Kirobo, một 'robot nhà du hành vũ trụ'.
Năm 2017, công ty giới thiệu T-HR3, một robot người có khả năng được điều khiển từ xa. Robot có thể sao chép các chuyển động của người kết nối. Phiên bản 2017 sử dụng dây cáp để kết nối nhưng phiên bản 2018 sử dụng công nghệ 5G từ khoảng cách lên đến 10 km.

### Công nghệ sinh học nông nghiệp
Toyota đầu tư vào một số doanh nghiệp khởi nghiệp nhỏ và hợp tác trong lĩnh vực công nghệ sinh học, bao gồm:
- P.T. Toyota Bio Indonesia tại Lampung, Indonesia
- Australian Afforestation Pty. Ltd. ở Tây Australia và Nam Australia
- Toyota Floritech Co., Ltd. tại Rokkasho-Mura, Khu Kamikita, Tỉnh Aomori
- Sichuan Toyota Nitan Development Co., Ltd. tại Sichuan, Trung Quốc
- Toyota Roof Garden Corporation tại Miyoshi-Cho, Tỉnh Aichi

### Thương hiệu máy may
Aisin, thành viên khác trong Tập đoàn Toyota các công ty, sử dụng cùng logo Toyota wordmark để tiếp thị các máy may sử dụng tại nhà. Aisin được thành lập bởi Kiichiro Toyoda sau khi ông thành lập Công ty Toyota Motor. Theo Aisin, ông rất hài lòng với chiếc máy may đầu tiên, ông quyết định áp dụng cùng thương hiệu Toyota như công việc ô tô của mình, mặc dù hai công ty này độc lập với nhau.

### Loại bỏ carbon
Bản mẫu:Further info
Toyota Ventures, cùng với JetBlue Technology Ventures và Parley for the Oceans, là một trong những nhà đầu tư doanh nghiệp đã đầu tư 40 triệu đô la vào Air Company, một nhà sản xuất vodka tiêu cực carbon và rượu nước hoa và nước rửa tay sử dụng heterogeneous catalysis để chuyển đổi carbon bắt được thành ethanol.

### Các sáng kiến môi trường
Toyota tuyên bố cam kết đạt tính khí thải carbon bằng không vào năm 2050, và họ đã đặt mục tiêu giảm tổng lượng khí thải carbon của mình xuống 90% vào năm 2050 so với mức năm 2010.
Công ty đã đầu tư mạnh vào năng lượng mặt trời, với mục tiêu lắp đặt tấm pin mặt trời trên mái nhà của tất cả các đại lý trên toàn cầu vào năm 2050. Ngoài ra, Toyota đã hợp tác với các công ty năng lượng tái tạo khác để thúc đẩy việc sử dụng năng lượng gió và năng lượng mặt trời, bao gồm việc hợp tác gần đây với ENEOS Corporation để phát triển các trạm nạp hydro ở Nhật Bản.
Toyota đã ra mắt chương trình "Global Environmental Challenge" 2050, đây là một sáng kiến toàn diện nhằm giảm ảnh hưởng môi trường của hoạt động của Toyota. Thách thức này bao gồm sáu mục tiêu môi trường mà Toyota hướng đến đạt được vào năm 2050, bao gồm giảm lượng khí thải carbon, tối thiểu hóa sử dụng nước, thúc đẩy tái chế và sử dụng lại vật liệu, và thúc đẩy việc sử dụng năng lượng tái tạo. Công ty cũng đã triển khai một loạt các sáng kiến nhằm thúc đẩy bền vững trong chuỗi cung ứng của mình, bao gồm nỗ lực giảm chất thải, sử dụng nước và thúc đẩy nông nghiệp bền vững. Ví dụ, Toyota đã triển khai một chương trình không chất thải tại các nhà máy sản xuất của mình, nhằm gửi không chất thải đến các bãi rác.

## Chiến lược công ty

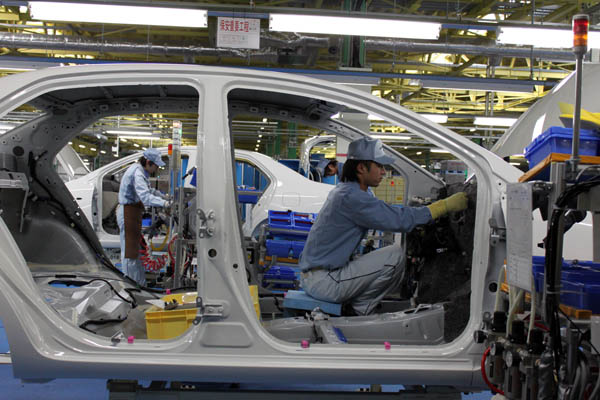
Nhà máy Toyota mới ở Ohira, gần Sendai, tỉnh Miyagi, Nhật Bản: Một tháng sau khi bức ảnh này được chụp, khu vực này đã bị tàn phá bởi trận động đất và sóng thần ngày 11 tháng 3. Nhà máy chỉ bị hư hỏng nhẹ, nhưng vẫn đóng cửa hơn một tháng chủ yếu do thiếu nguồn cung và năng lượng, cộng thêm một cảng Sendai bị hư hỏng nặng.

### Toyota Way
Toyota Way là một tập hợp các nguyên tắc và hành vi nằm dưới cơ sở của phương pháp quản lý và sản xuất của công ty (được xác định cụ thể hơn là Hệ thống Sản xuất Toyota).
Công ty đã phát triển triết lý doanh nghiệp của mình từ năm 1948 và truyền nó như một kiến thức ngầm đối với nhân viên mới, nhưng khi công ty mở rộng quốc tế, các nhà lãnh đạo đã chính thức xác định và định nghĩa Toyota Way vào năm 2001. Toyota tóm tắt nó dưới hai trụ cột chính: cải tiến liên tục và tôn trọng con người. Dưới trụ cột cải tiến liên tục có ba nguyên tắc: thách thức (xây dựng tầm nhìn dài hạn), kaizen (quy trình cải tiến liên tục), và genchi genbutsu ("đi và xem" quá trình để đưa ra quyết định đúng). Dưới trụ cột tôn trọng con người có hai nguyên tắc: tôn trọng và làm việc nhóm.
Vào năm 2004, Tiến sĩ Jeffrey Liker, một giáo sư công nghệ công nghiệp tại Đại học Michigan, đã xuất bản cuốn sách The Toyota Way. Trong cuốn sách của mình, Liker gọi Toyota Way là "một hệ thống được thiết kế để cung cấp các công cụ cho mọi người để liên tục cải thiện công việc của họ." Theo Liker, có 14 nguyên tắc của Toyota Way có thể được tổ chức thành bốn chủ đề: (1) triết lý dài hạn, (2) quy trình đúng sẽ tạo ra kết quả đúng, (3) tạo giá trị cho tổ chức bằng cách phát triển nhân viên, và (4) liên tục giải quyết các vấn đề gốc rễ thúc đẩy sự học tập của tổ chức. 14 nguyên tắc được xác định cụ thể hơn trong bài viết Wikipedia về Toyota Way.

### Hệ thống sản xuất Toyota
Toyota Way cũng đã giúp định hình phương pháp sản xuất của công ty, nơi mà nó là một trong những người tiên phong đầu tiên trong những gì sau này được biết đến là sản xuất gọn nhẹ. Công ty xác định Hệ thống sản xuất Toyota dựa trên hai trụ cột chính: chỉ trong thời gian cần thiết (chỉ sản xuất những gì cần thiết, chỉ khi cần thiết, và chỉ trong số lượng cần thiết) và Jidoka (tự động hóa với sự tham gia của con người).
Nguyên gốc của Hệ thống sản xuất Toyota đang gây tranh cãi, với ba câu chuyện về nguồn gốc của nó: (1) rằng trong chuyến đi năm 1950 để đào tạo với Công ty Ford Motor, các nhà điều hành công ty cũng nghiên cứu hệ thống phân phối chỉ trong thời gian cần thiết của công ty siêu thị Piggly-Wiggly, (2) rằng họ theo theo các bài viết của W. Edwards Deming, và (3) rằng họ học các nguyên tắc từ một chương trình đào tạo của chính phủ Hoa Kỳ trong Thế chiến II (Đào tạo trong Ngành công nghiệp).
Sau khi phát triển Hệ thống sản xuất Toyota trong các cơ sở của chính mình, công ty bắt đầu dạy hệ thống này cho các nhà cung cấp linh kiện của mình vào những năm 1990. Các công ty khác quan tâm đến việc đào tạo này, và Toyota sau đó bắt đầu cung cấp các khóa đào tạo. Công ty cũng đã tặng các khóa đào tạo cho các tổ chức phi lợi nhuận để nâng cao hiệu quả làm việc của họ và từ đó năng lực phục vụ mọi người.

### Logo và nhãn hiệu

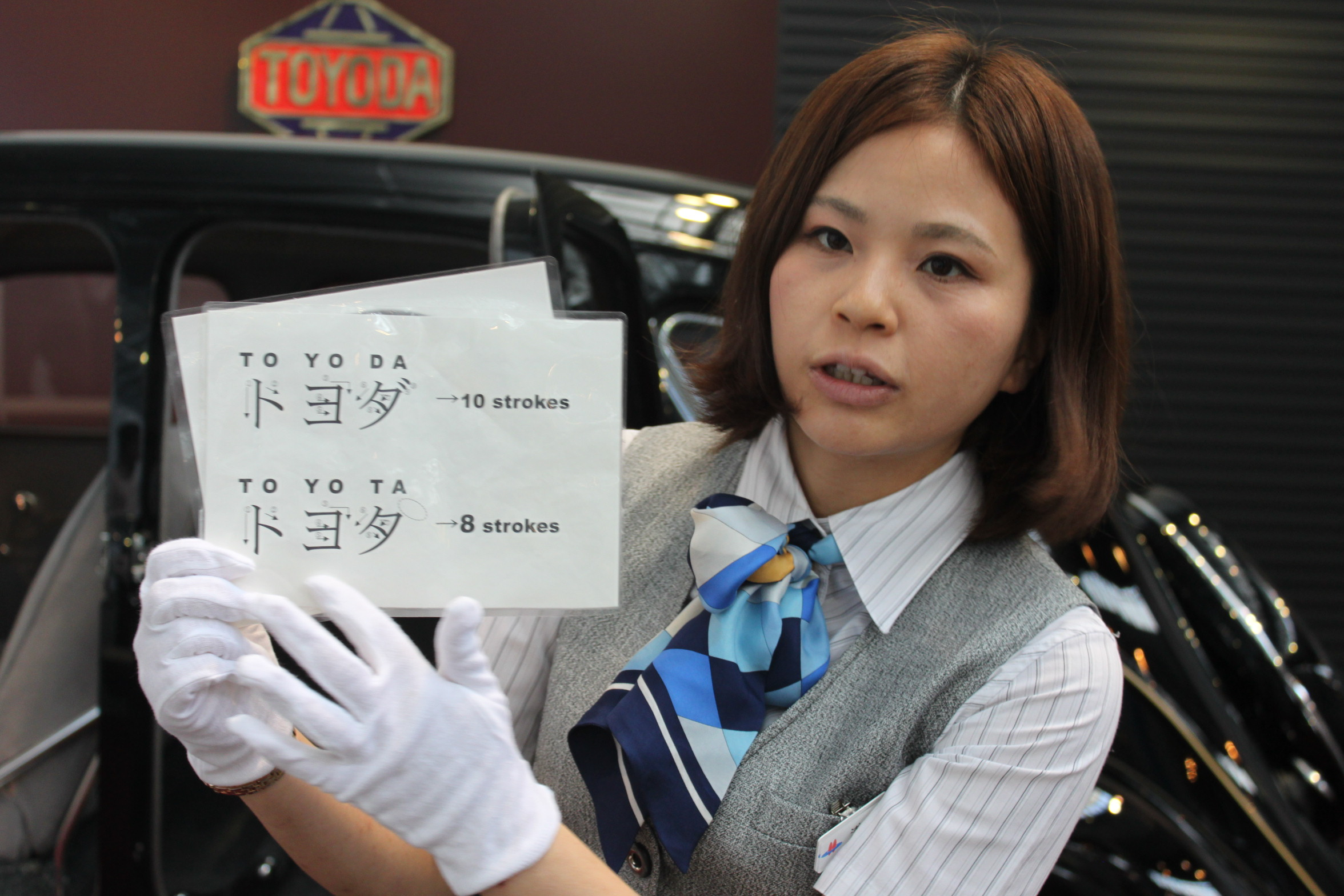
Nhân viên tại Bảo tàng ô tô Toyota giải thích quá trình phát triển tên và thương hiệu của Toyota.

Vào năm 1936, Toyota bước vào thị trường ô tô du lịch với mẫu xe Model AA và tổ chức một cuộc thi để thiết lập một logo mới nhấn mạnh tốc độ cho dòng sản phẩm mới của mình. Sau khi nhận được 27.000 đề xuất, một đề xuất đã được chọn và cũng đã dẫn đến việc thay đổi tên gọi từ "Toyoda", từ nguyên tên gia đình, thành "Toyota", có nghĩa là đồng cỏ. Tên mới được cho là nghe hay hơn, và con số tám nét trong ngôn ngữ Nhật được liên kết với sự giàu có và may mắn. Logo ban đầu là một phiên bản được thiết kế nghệ thuật nặng tay của các ký tự katakana cho Toyota (トヨタ).
Khi công ty bắt đầu mở rộng quốc tế vào cuối những năm 1950, logo chữ cái katakana được bổ sung bằng các dạng từ viết tắt của tên công ty bằng chữ in hoa tiếng Anh, "TOYOTA."
Toyota giới thiệu một logo toàn cầu vào tháng 10 năm 1989 để kỷ niệm 50 năm thành lập công ty và để phân biệt nó với thương hiệu sang trọng mới ra mắt là Lexus. Logo này gồm ba hình oval kết hợp thành chữ "T", tượng trưng cho Toyota. Toyota cho biết việc chồng chéo hai hình oval vuông góc trong hình oval lớn biểu thị mối quan hệ hỗ trợ lẫn nhau và niềm tin giữa khách hàng và công ty, trong khi hình oval lớn bao quanh cả hai hình oval bên trong này biểu thị "sự mở rộng toàn cầu của công nghệ Toyota và tiềm năng không giới hạn cho tương lai". Logo mới này bắt đầu xuất hiện trên tất cả các tài liệu in, quảng cáo, biển hiệu đại lý và hầu hết các loại xe vào năm 1990.
Ở các quốc gia hoặc khu vực sử dụng chữ Hán truyền thống, chẳng hạn như Hồng Kông và Đài Loan, Toyota được biết đến với tên "豐田". Ở các quốc gia sử dụng chữ Hán giản thể (như Trung Quốc và Singapore), Toyota được viết là "丰田" (đọc là Fēngtián trong tiếng Trung Quốc chuẩn và Hɔng Tshan trong tiếng Quảng Đông). Đây chính là các ký tự giống với tên gia đình người sáng lập "Toyoda" trong tiếng Nhật.

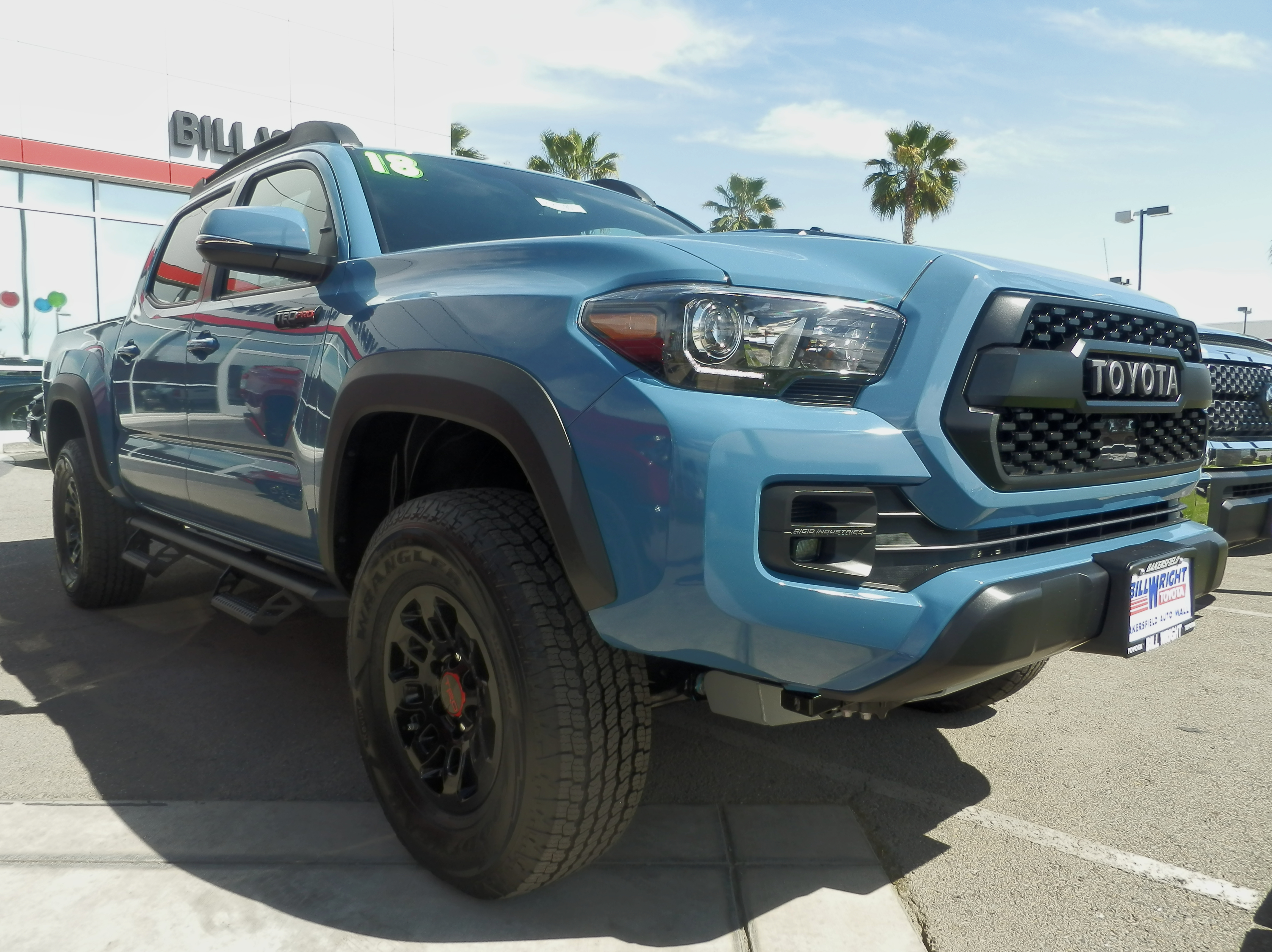
Một số mẫu xe mới, như Tacoma này, vẫn sử dụng từ viết tắt TOYOTA để tôn vinh di sản của công ty.

Toyota vẫn sử dụng logo chữ cái katakana là biểu tượng công ty tại Nhật Bản, bao gồm cả trên tòa nhà trụ sở, và một số mẫu xe phiên bản đặc biệt vẫn sử dụng từ viết tắt "TOYOTA" trên tản nhiệt tạo sự gợi nhớ đến di sản của công ty.
Vào ngày 15 tháng 7 năm 2015, công ty đã được cấp một tên miền cấp cao cấp riêng của mình, .toyota.

## Các vụ tranh cãi

### Vụ kiện gỉ sét
Vào tháng 11 năm 2016, Toyota đã đồng ý trả 3,4 tỷ đô la để giải quyết cáo buộc rằng khoảng một triệu nửa chiếc xe bán tải Tacoma, Tundra và SUV Sequoia của hãng đã được trang bị khung gầm dễ bị gỉ sét và sự xuyên thủng. Theo hồ sơ tòa án, gỉ sét có thể đạt mức cao đủ để làm suy yếu tính chất kết cấu của xe.

### Tử vong do làm việc quá sức
Vào ngày 9 tháng 2 năm 2002, Kenichi Uchino, 30 tuổi, một quản lý kiểm soát chất lượng, đã bất tỉnh và qua đời tại nơi làm việc. Vào ngày 2 tháng 1 năm 2006, một kỹ sư trưởng không tên của Camry Hybrid, 45 tuổi, qua đời do suy tim trong giường ngủ của mình.

### Khoản tiền phạt vi phạm môi trường
Vào năm 2003, Toyota bị phạt 34 triệu đô la vì vi phạm Đạo luật Không khí Sạch Hoa Kỳ, khi 2,2 triệu xe mà họ bán có các máy tính kiểm soát khí thải bị lỗi.
Vào tháng 1 năm 2021, Toyota đã bị phạt 180 triệu đô la vì việc trì hoãn báo cáo các khuyết điểm liên quan đến khí thải cho Cơ quan Bảo vệ Môi trường Hoa Kỳ (EPA) từ năm 2005 đến năm 2015. Người đại diện của Viện trưởng Cục Công tố Hoa Kỳ nói rằng những trì hoãn này "có thể đã dẫn đến việc trì hoãn hoặc tránh việc triệu hồi liên quan đến khí thải", mặc dù Toyota cho biết rằng mặc dù đã trì hoãn báo cáo vấn đề này cho EPA, họ đã thông báo cho khách hàng và sửa chữa các xe bị lỗi khí thải. Lúc đó, đây là khoản tiền phạt dân sự lớn nhất từng được áp đặt vì vi phạm yêu cầu báo cáo khí thải của EPA.

### Việc triệu hồi không ngừng từ 2009 đến 2011 vì vấn đề tăng tốc bất ngờ
Từ năm 2009 đến 2011, Toyota đã triệu hồi hàng triệu xe sau khi có báo cáo cho thấy một số tài xế gặp phải tình trạng tăng tốc bất ngờ. Triệu hồi đầu tiên, vào tháng 11 năm 2009, nhằm ngăn chặn một chiếc thảm sàn bên trước của tài xế trượt vào khoang bàn đạp ô tô, làm kẹt bàn đạp. Triệu hồi thứ hai, vào tháng 1 năm 2010, được tiến hành sau khi phát hiện một số vụ tai nạn không phải do thảm sàn gây ra mà có thể do bàn đạp ô tô gặp phải vấn đề kẹt. Trên toàn thế giới, khoảng 9 triệu xe ô tô và xe tải đã bị ảnh hưởng bởi các vụ triệu hồi này.
NHTSA đã nhận được báo cáo về tổng cộng 37 trường hợp tử vong có liên quan đến tăng tốc bất ngờ, mặc dù số lượng chính xác chưa được xác nhận. Do vấn đề này, Toyota đã đối mặt với gần 100 vụ kiện từ các gia đình của những người đã tử vong, các tài xế bị thương, chủ sở hữu xe ô tô mất giá trị bán lại và các nhà đầu tư đã thấy giá trị cổ phiếu của mình giảm. Trong khi hầu hết các vụ kiện về tổn thương cá nhân và tử vong đã được giải quyết một cách bảo mật, Toyota đã chi hơn 1 tỷ đô la để giải quyết một vụ kiện tập thể để bồi thường cho chủ sở hữu mất giá trị bán lại, và công ty đã đồng ý trả một khoản phạt hình sự 1,2 tỷ đô la cho chính phủ Hoa Kỳ vì cáo buộc rằng họ đã cố tình giấu thông tin về các khuyết điểm an toàn khỏi công chúng và đã đưa ra những tuyên bố đánh lừa để bảo vệ hình ảnh thương hiệu của mình. Số tiền phạt là số lớn nhất từng được áp đặt đối với một công ty ô tô.

### Triệu hồi túi khí Takata
Toyota bị ảnh hưởng bởi việc triệu hồi bộ phận túi khí bị lỗi do Takata sản xuất. Bộ phận túi khí có thể nổ, bắn mảnh kim loại vào khoang cabin. Triệu hồi đã ảnh hưởng đến hàng triệu xe được sản xuất từ năm 2000 đến 2014, một số xe cần được sửa chữa nhiều lần.

### Cuộc đình công lao động Trung Quốc vào tháng 6 năm 2010
Vào ngày 21 tháng 6 năm 2010, một cuộc đình công lao động Trung Quốc đã xảy ra tại Công ty Tianjin Toyoda Gosei ở thành phố Tianjin. Toyoda Gosei là nhà cung cấp linh kiện cho Công ty Tianjin FAW Toyota Motor.

### Quảng cáo đánh lừa
Trong chiến dịch quảng cáo của mình, Toyota thường xuyên đề cập đến các phương tiện hybrid không cắm điện của họ như là các phương tiện "tự sạc điện". Việc sử dụng thuật ngữ này đã gây ra một số chỉ trích rằng điều này là đánh lừa, vì một số người tiêu dùng đã bị dẫn nhầm rằng những phương tiện này tự sạc pin của mình khi không sử dụng. Có các khiếu nại về quảng cáo xe hybrid tự sạc tại Ireland, tuy nhiên, các khiếu nại đã bị Tổ chức Tiêu chuẩn Quảng cáo Ireland từ chối. Tuy nhiên, vào năm 2020, Cơ quan Tiêu dùng Na Uy đã cấm quảng cáo này hoàn toàn ở Na Uy, và cho biết: "Điều này là đánh lừa khi tạo cảm giác rằng việc cung cấp điện cho pin hybrid miễn phí, trong khi thực tế, việc tiêu thụ xăng dầu là điều kiện cần thiết."
Trang web về xe điện IrishEVs đã chỉ trích Toyota Ireland vì trả tiền cho Đại học College Dublin để tiến hành một nghiên cứu chỉ trên bảy chiếc xe hybrid của họ trong vòng bảy ngày để làm thông cáo báo chí về hiệu suất của các phương tiện. Trang web cũng chỉ trích Toyota Ireland vì sử dụng các cuộc khảo sát ý kiến để chứng thực một tuyên bố về lượng khí thải CO2 của họ trên Twitter.

### Gian lận kết quả thử va chạm
Vào tháng 4 năm 2023, đã được tiết lộ rằng công ty con của Toyota, Daihatsu, đã gian lận bằng cách sắp đặt một số mẫu xe để đạt hiệu suất tốt hơn trong các bài thử va chạm so với các mẫu xe thực tế sản xuất. Các phương tiện có một phần của bảng nội thất của cửa trước có một rãnh tránh khả năng va chạm tạo ra một cạnh sắc có thể gây thương tích cho người sử dụng khi túi khí bên hông được triển khai. Rãnh này chỉ xuất hiện trên các phương tiện được thử nghiệm mà không có trên các phương tiện bán cho công chúng.
Vấn đề này ảnh hưởng đến bốn mẫu xe, gồm Toyota Yaris Ativ (còn được gọi là Vios), Perodua Axia, Toyota Agya và một sản phẩm chưa được tiết lộ. Không có cuộc triệu hồi nào được tiến hành liên quan đến vấn đề này.